# 闘将!!拉麺男
『闘将!!拉麵男』（たたかえ!!ラーメンマン）は、ゆでたまごによる日本の漫画作品。同作者の別作品『キン肉マン』に登場するキャラクター・ラーメンマンを単独の主役としたスピンオフである。集英社『フレッシュジャンプ』で1982年から1988年にかけて連載され、1988年にはアニメ化された。

## 概要
1982年3月当時、集英社『週刊少年ジャンプ』（以下、WJ）に『キン肉マン』を連載していたゆでたまごは、同誌企画「第10回愛読者賞」のエントリー作品として読切作品『闘将!!拉麵男』を執筆し、1982年15号に掲載された。この読切は、『キン肉マン』に登場する人気キャラクターであるラーメンマンを独立した主人公として描いたもので、読者投票では2位を獲得した。
当初『キン肉マン』の終了後の次作として想定されていたが、間もなく創刊された姉妹誌『フレッシュジャンプ』（以下、FJ）の1982年8月号（創刊号）から、当初唯一の連載作品として連載開始した。以後、途中に1年半の休載を挟みつつ『WJ』の『キン肉マン』『ゆうれい小僧がやってきた!』と同時連載を続けたが、『FJ』の休刊にともない1989年1月号（1988年12月）で未完のまま連載終了。1988年1月にテレビアニメ化、7月に劇場化され、8月にはコンピュータゲームが発売されるなどのメディア展開がされた。
作品は中国を舞台とし、架空の中国拳法「超人拳法」の継承者であるラーメンマンの修行と戦いの旅を描く。前半は1話から2話程度で完結する短編が多くを占めており、村人を虐げる悪の拳法家や、超人拳法の秘伝を狙う敵などとの戦いを繰り広げる。後半にはチームバトルやトーナメント方式の戦いが取り入れられた。格闘要素と共に、残虐描写は『キン肉マン』よりも過激になっており、子供も含めて登場人物が虐殺されるシーンがたびたび描かれる。死者が多い一方、死んだキャラクターが後のエピソードでは何の理由も無く生き返ることは通例化しており、復活した敵の多くは特に改心した様子が描かれることも無く味方になっている。
時代背景は「むかしむかしのおはなし」とされているが、帝政下の中国ということが分かるくらいで、厳密な設定はされていない。基本的には文明化されていないが、映写機やリモコンといった近代的な道具がしばしば登場する。ゆでたまごは「『闘将!!拉麵男』は『キン肉マン』の何年前の話か」という質問に対し、パラレルワールドであり直接の繋がりはないと回答している。
ゆでたまごはまた、中国を舞台に中国拳法を本格的に扱った漫画は本作が最初であると主張している。ブルース・リーの映画に影響を受け、元のラーメンマンのキャラクターに少林寺拳法の要素を取り入れたと語る。未完で終わったことについては、続編を描くことへの意欲を見せている。
単行本はジャンプ・コミックスとして全12巻が発売された。1998年から1999年にかけてはジャンプ・コミックス・セレクション（愛蔵版）全9巻が、2002年には文庫版全8巻がそれぞれ発売されている。2004年6月からは『コミック格闘王』（集英社インターナショナル）で再録が連載開始したが、同誌は2号で休刊。その後「集英社ジャンプリミックス」レーベル（コンビニコミック）で2004年12月から2006年9月にかけて全12巻が発売された。
32年ぶりの新作『石材の心の巻』が『グランドジャンプ』（集英社）の創刊10周年読み切りとして、2021年18号に掲載された。

## あらすじ
ラーメンマンは幼くして、村を襲った馬賊・毒蛇（コブラ）党に目の前で父を殺された。自らも谷底に落とされながら一命を取り留めた後、一人で何万もの軍勢を倒すことのできるという「超人拳法」の師範・陳宗明に出会い師事する。12年間の厳しい修行に耐え青年となり、陳より「美来斗利偉・拉麵男」（ビクトリー・ラーメンマン）の名と超人拳法の秘伝書「闘龍極意書」を授かった。
修行のかいもあり、父の仇討ちを果たすが、その中で自分の未熟さを痛感し、修行のやりなおしを決意する。同じように毒蛇党によって孤児となった少年・シューマイが追いすがったため、これを受け入れて弟子とし、以後、ふたりで修行の旅を続けることになる。
訪れた各地で、ある時は悪人に虐げられる村人を救うために戦い、ある時は超人拳法の秘伝を狙う他流派の拳法家と戦い成長していく。戦った相手の中からは、後に仲間として共に戦うことになる者も現れる。

## 主なエピソード

### 玉王との因縁
ラーメンマンの故郷・鬼首村に居座り奇病の治療薬を独占していた屠殺鬼玉王（とさつきぎょくおう）ら「将棋七鬼衆」をラーメンマンが退治して以来、玉王は打倒ラーメンマンに執念を燃やし、何度となく闘いを挑んだ。玉王は最初の敗北により自身が戦える体ではなくなっていたが、天才的な頭脳で機械人間を造りラーメンマンに差し向けるなどしてラーメンマンを苦しめた。
玉王の5度目の挑戦は最も大規模なものとなった。玉王は妖術「拳魂復活の術」を用い、過去に超人拳法を悪用したため処刑された「暗器五点星」と呼ばれる5人の達人拳士たちを甦らせ、ラーメンマンの仲間4人を次々と殺害、一時は超人拳法総本山を壊滅させた。ラーメンマンは玉王に対抗すべく自らも拳魂復活の術を修得して殺された仲間を甦らせ、仲間たちと共に「拳聖五歌仙」を名乗り、死者を完全に復活させる「生命の石」をめぐって暗器五点星と戦い、これを打ち破った。玉王は挑戦が失敗するたびにことごとく逃亡しており、作中で決着は描かれていない。

### 地禁門三悪人
超人拳法の奥義「超人一〇二芸」の上に位置する「頂上拳」を悪用したため封印された「地禁門三悪人」と呼ばれる金龍・白龍・黒龍の3人が脱走し、超人拳法総本山への復讐と乗っ取りを企てた。
最初の一人・金龍になすすべもなく敗れたラーメンマンは、自らも頂上拳を習得すべく修行を積み、ついに「五獣百歩拳」のひとつ、手から念力で虎を放つ「猛虎百歩拳」を体得した。金龍と白龍を倒し、黒龍の謀略で一度は囚われの身になるが、蛾蛇虫らの仲間たちに助けられて復活、黒龍を倒し総本山を守り抜いた。猛虎百歩拳は以後、バリエーションも含めてラーメンマンの最も好んで使う必殺技の1つとなる。
三悪人のうち白龍は生き残り、後にラーメンマンに再び戦いを挑んだ。

### 御前試合と三打鐘兄弟
皇帝・呂焼餅（ロ・シャオピン）が死亡し、息子の烙餅（ラオピン）が即位するが、ラオピンは数えで5歳と幼く、拳法指南を兼ねたお守り役を選抜するための御前試合が開催されることになった。アジア各地から多数の拳法家たちが集まるが、その中の「三打鐘兄弟（トライアングルきょうだい）」を名乗る3人は贅沢三昧の暮らしのために皇宮を乗っ取る陰謀を企てていた。
企みを察知したラオピンはラーメンマンに助けを求めるが、その際ラオピンと瓜二つのシューマイが間違って誘拐され、人質となったシューマイを救出する目的でラーメンマンも御前試合に参加することになる。予選の後、8人で争われる決勝トーナメントで1回戦が終了したところで物語は未完に終わった。

## 登場人物

### 主要登場人物
アニメ版で登場したキャラクターは、演じた声優も併せて記述している。
美来斗利偉・拉麵男（）
声 - 森功至 / 江森浩子（少年時代）
本作の主人公。本名はラーメンマン。中国・河南省にある鬼首村（）出身。毒蛇党に家族を殺され、自身も崖から突き落とされるが、川に落ちたところを陳老師に救われる。陳老師のもとで、親の仇を討つため12年間修行を重ねる。額の「中」の字は陳老師の行った卒業式の際、熱した巨大なカマの「中」の字に頭を密着させたためにできた。その後、陳老師より「美来斗利偉・拉麵男」という名と「闘龍極意書」を授かる。そして毒蛇党を倒し、襲われた村で暮らしていた少年、シューマイとともに旅に出る。
超人拳法総本山・崇山少林寺（すうざんしょうりんじ、アニメ版では崇山超林寺〈すうざんちょうりんじ〉）36人目の師範代であり、話によっては、超人拳法総本山で拳法を教えている場面もある。また、辮髪を鞭のように扱ったりすることも可能で、投げ縄も得意としている。
これまでの戦いで全身に無数の傷を負っている（特に左胸は肋骨が二本無くなっている）が、自身が葬ってきた相手を弔う意味で治療していない。これらは日中には見えないが、夜もしくは暗闇になると浮かび上がる。
唯一の家族に生き別れの妹・拉娘がおり、将棋七鬼衆が倒された後、名乗らず別れるが、のちの芙蓉蟹編以降は普通に兄と認識され、本人も否定していない。
禁欲的で冷静沈着、義理堅く謙虚で思いやり深い人格者だが、精神的に打たれ弱く、自らの未熟さの痛感など一時の感情に流され、己を見失ってしまうことが度々ある。アニメ版では原作と比べて温厚な性格で、倒した相手を他者の嘆願などに免じて命を奪うことまではしないといった描写も多い。また、拉娘に自分が実の兄であると明かさず、その理由として、「戦わずして相手に勝つ術を極めるまで、兄として名乗らない」と誓っている設定が追加された。
胴着の下には「闘」の文字のついた肩当てを着用しており、戦う際にはこの肩当てをあらわにして戦う。また、この肩当てを着用した姿は『キン肉マン』本編において、2000万パワーズ結成時のモンゴルマン（正体は『キン肉マン』に登場するラーメンマン）のリングコスチュームとして登場している。
物語の途中からは、怒ると「ゆ…る…せん!!」の掛け声とともに服を破ることが多くなった。なお、アニメではほぼ衣服を脱ぎ捨てる描写に変更・統一されている。
後に家族で一人だけ家系図に名前が記されていないことが明かされ、同じ話で四つの心臓を持つことが示唆されるが真相は不明である（アニメでは心臓に関する描写はなく、家系図の秘密に関しても後述の真相が判明している）。
シューマイ
声 - 松島みのり（タイトルコールも兼任）
幼年期のラーメンマンと同じく幼くして毒蛇党によって両親を殺されてしまうが、毒蛇党を倒したラーメンマンと出会い、その危機を救ったことから彼に連れ添い修行の旅に出る。ややお調子者かつ明るい性格で、口の減らない所がある。加えてまだ幼いため、時としてわがままを言ってラーメンマンを困らせるが、良き理解者でもある。いつもパンツ一丁。
アニメ版では村は荒れていないが、父親を殺されており、同じく両親を失った年上のメンマという女性と暮らしていた。また、ラーメンマンを毒蛇党の手先と疑っていたが、弟子入りしてからは「お師匠さん」と呼び、敬語を使うなど、原作と比べて素直な面が強調されている。（途中から原作どおりの呼び方になったが）服装も道着を着用している。
優れた洞察力でラーメンマンの超人一〇二芸の技の正しいフォームやラーメンマンが使う際のクセなどを知り、的確なアドバイスを送ることもあり（ただし、一気に一〇二芸の技全てを把握したわけではなく、「落陽紅脚」などラーメンマンがすぐには使用しなかったため、当初は知らなかった技も一部ある）、ほぼ独学的で「回転龍尾脚」などラーメンマンの真似事程度ではあるが、一応使えるようにもなっている（本編では龍尾脚の他は、「烈火太陽脚」・「命奪崩壊拳」・「錐揉脚」・「背面風車」・「百戦百勝脚」・「飛燕旋風脚」を披露している）。また、500メートル先の花の香りや食べ物の臭いを嗅ぎ分けられるなど、嗅覚にも優れている。
陳宗明（）
声 - 永井一郎（ナレーションも兼任）
ラーメンマンの師匠であり、超人拳法102番目の伝承者。通称「老師」。100歳を越える老人でありながら「拳聖」と呼ばれる達人で、ラーメンマンに「闘龍極意書」を授ける。また神出鬼没で、悩めるラーメンマンの前に突然現れる。
ラーメンマンに対し、「熱した巨大なカマを運ぶ」という卒業式とともに極意書を授ける。また、ラーメンマンを兄弟子の叉焼男と戦わせた上で伝承者に決めている。
若い時は昇竜胴着（『キン肉マン』王位争奪編でのラーメンマンのコスチュームと同じデザイン）を着て悪人退治をしている。肩当ての文字は「威」。必殺技は「陳家心意八合拳・龍鳳竹敦棒」・「芋蔓引抜脚」・「胴着竜鳳刀」。他にも盆絵を作ることで他者をその盆絵の世界に引き込む幻を見せたり、対象を別の場所に転移する（アニメ版のみ）ことが可能。アニメでは彼の師匠として、かつて地禁門三魔人に頂上拳を伝授した天山（てんざん）老師の存在が語られている。
アニメでは大僧侶（黒龍）ではなく彼がラーメンマンに猛虎百歩拳を伝授。念力次第で5種の獣を出せるとされる原作と違い、いくつかの型の中から猛虎だけを教える、という形になっている。
拉娘（）
声 - 山本百合子
ラーメンマンの妹。毒蛇党に襲われた際に生き別れになったが、鬼首村の大工のおじいさんに拾われ無事に育っていた。初登場時17歳。
玉王の元から救い出された際にラーメンマンを兄と認識しており、おじいさんが玉王一味に殺された後は兄を探すために旅芸人一座の一人として巡業している。
鬼首村では、一度将棋七鬼衆に敗れたラーメンマンを兄とは知らずに罵倒する。将棋七鬼衆を倒した後にラーメンマンはラーニャの幸せを壊すまいとして兄と名乗らないまま別れたが、兄ではないかと考えていた。のちの芙蓉蟹編以降は、普通に「（ラーメンマン）兄さん」と呼び、ラーメンマンも否定していない。
アニメ版では、旅芸人一座「マーボー一座」に拾われている。小鳥やパンダといった動物を扱う芸に長けており、ラーメンマンが将棋七鬼衆との初戦で追い詰められた際には鳥を放って援護し、逃がすことに成功している。ラーメンマンが兄ではないかと感じているものの、結局ラーメンマンが兄として名乗ることはなかった。モンゴル・タイガー編ではアニメオリジナルで観戦に現れた。また、羽薔薇の思いを代弁して金剛を説得しようとするなど、出番は多い。

#### 拳聖五歌仙（けんせいごかせん）
「拳聖五歌仙」は、「暗器五点星編」で殺された4人をラーメンマンが「拳魂復活の術」で復活させ、「暗器五点星」に対抗するため名乗ったチーム名である。
毒狼拳蛾蛇虫（）
声 - 屋良有作
超人拳法と対立する流派の一つ「毒狼拳」の使い手。ラーメンマンに闘いを挑むが（アニメではその時点において己の力を試すことに執着していた）敗北し、その際に使った剣が飛んで落下、左腕を切断されてしまい、弟子たちにも去られる。復讐のため残された右腕を内外禁じ手の秘術とされていた毒手と化し、ラーメンマンの体内に毒を蔓延させ衰弱させる。
その後復活したラーメンマンの「打穴三点崩し」によって敗れ、倒れた拍子に誤って自分の毒手によって体を貫き倒れる（アニメでは敗れるも毒手を誤爆せず、蛾蛇虫の妹ウズラの嘆願により助命された）。後にラーメンマンの心意気に感じ改心して最大の戦友となった。
その後、復活して再登場。その都度左腕があったりなかったりするものの、終盤になると左腕も完全復活し、ラーメンマンと共に拳聖五歌仙として戦う。
初登場時にはラーメンマンに敗れたものの、ラーメンマンの兄弟子だった叉焼男を倒し（原作のみ）、超人一〇二芸の1つ「雷燕物体移動術」を真似して成功させ、さらには猛虎百歩拳と同じように動物＝鷹を出す「紅千里鷹（くれないせんりだか）」とその強化版にして毒手の毒を加えた「凶毒千里鷹（きょうどくせんりだか）」を編み出すなど、回が進むにつれ著しい成長を遂げている。暗器五点星編では「如意槍」（にょいやり）と男の激しい攻撃性と女の優雅ささながらのしなやかな防御性を合わせ持った「激男雅女槍」（げきなんがにょうやり）が愛用武器だとされている。
「毒狼拳」は「独狼拳」、「蛾蛇虫」は「蛾蛇夢」と表記されることも。
アニメではウズラという妹がいて、ラーメンマンを倒して名を上げるため、道場のそばを通った彼に挑戦。敗れた後、念力で自分の肉体を甦らせ、武者修行の旅に出ている。また、毒手は禁じ手のため使わなくなり、修行により超人拳法（アニメオリジナル設定）の「紅千里鷹」を身につけたことが語られる。また、「雷燕物体移動術」を使うくだりがカットされ、ハッキリと跳竜に敗北している。
ゆでたまごの原作担当・嶋田隆司は、「映画『片腕ドラゴン』が好きだったので、毒手のエピソードに思い入れがある」と語っている。また、蛾蛇虫の名前は『機動戦士ガンダム』とは無関係だが、アニメ化の際に考慮して「ガダム」にしたという。
流星拳砲岩（）
声 - 銀河万丈→山口健
背中に背負っている大瓶を空中で蹴り割り飛び散る破片で相手を倒す、超人拳法に勝るともいわれる「散弾流星脚（）」の使い手。
とある村を襲っていたが、自身が殺した夫婦の息子でラーメンマンによって鍛えられたギョーザによって倒される。
その後登場する度に散弾流星脚を破られた上で死んでは復活することの繰り返し（原作では蛾蛇虫や又焼男、玉王や犬操、白龍と違い、作中人物から死亡したと明言されているにもかかわらず、何事も無かったように再登場している）で、徐々に改心しラーメンマンに協力するようになる（アニメでは肉体競技場の回では登場せず、十字剣黒龍戦で再登場した際に改心した旨を自ら語っている）。後に拳聖五歌仙のメンバーとしても活躍した。
改心後は、故郷の山東省雲鵬県の陶芸職人になっており、自宅で大瓶を製造していたが、その腕を中央の役人に買われて、国窯がある江西省景徳鎮に移り住んだらしい。
技は体を回転させて連続蹴りを放つ「旋風脚（）」・「飛刺竜門砲（）」・ヘッドバットの「撥雲暴頭（）」。暗器五点星編では岩を割り、破片を空気との摩擦熱で炎弾を散らす「流星炎弾脚（）」を使った。その際、岩で瓶を作るために「風捲伐岩脚」「錐揉岩貫き脚」「走馬岩削り脚」などの蹴りも見せた。暗器五点星編では「赤龍刀（せきりゅうとう）」が愛用武器だとされている。
アニメでは炎劉戦でチューチャイのサポートをしないため、大火傷を負っていない。それもあってか、面鬼に敗れるくだりはだいたい同じであるものの、「キック7発」の制約も無いため、絶命していない。
ムエタイ チューチャイ
声 - 堀秀行
タイが誇るムエタイ最強の男。飢えた弟や妹、年老いた両親のために王皇帝主催のトーナメントに参加し、ラーメンマンと出会う（アニメではその道中で超林寺に立ち寄り、陳老師から入門の試練として私闘のために破門を覚悟したラーメンマンから預かった闘龍極意書を渡すよう命じられ、後に肉体競技場にてその目的を果たしている）。
その後拳聖五歌仙のメンバーとしても活躍。技は相手を捕らえて連続で膝蹴りを繰り出す「チャランボ（文庫版ではドリアンクラッシュ）」・回転しながら蹴りを放つ「シャムの回転案山子（シャムのかいてんかかし）」・強烈な飛び膝蹴り「チェンマイL特急（チェンマイエルとっきゅう）」・「椰子割り抜刀（やしわりバット）」・「左右雲拳（さゆううんけん）」・三連続で蹴りを決める「チューチャイ三段蹴り」・「エメラルドロケット」など。コブラの毒にも負けない強靭な肉体を持っており、あらかじめ毒を受けて相手から喰らった毒を相手に返す技・「隠し技・疑毒体（かくしわざ・ぎどくたい）」も披露。また、幼少期のムエタイ道場での火の輪潜りの特訓にて視覚以外の四感、特に聴覚を研ぎ澄ませる技・「チューチャイ百里耳（チューチャイひゃくりみみ）」を使用することが可能。
暗器五点星編では敵の肉体を拉麵の麵打ちのように切り刻む刀「肉体麵打斬刀（にくたいめんうちざんとう）」が愛用武器だとされている。
ラーメンマンの仲間の中で、初登場時から味方だった数少ない人物。
傷刻牢犬操（）
声 - 秋元羊介 / 渡辺菜生子（少年時代）
中国福建省出身。皇帝に犬を献上する配達人。その立場を利用し、荊華村（けいかそん）の村人たちから略奪を繰り返していた。
本名はパーコーメン（通称・パー公）でラーメンマンの幼なじみであり、幼年期は動物好きで動物とばかり遊んでいた。
しかし、いつの間にかその心を忘れた犬操は、ラーメンマンのネズミを利用した計略に掛かり、猛虎百歩拳を食らって敗北する。以後は昔の心を取り戻し、再びラーメンマンの友として拳聖五歌仙のメンバーとして戦う。拉麵男剣神も操った。アニメ版では初登場回にてラーメンマンの力を買っており、自らの下へ来るよう勧誘していた。
アニメでは猛虎百歩拳を食らわず、ネズミの集団に襲われたこととラーメンマンに諭されたことで、撤退している。また、暗器五点星編では、骨がバラバラになってやぐらを支える人柱になった後、試合放棄で敗北となった。
必殺技は相手を鎖付きの檻に閉じ込め、振り回して中の針でダメージを与える「傷刻牢獄（しょうこくろうごく）」と相手に飛び掛り胸から蹴り倒す「立犬殺絞脚（りっけんさつこうきゃく）」。
愛用武器は「傷刻牢獄」と鉤爪に鎖のついた「飛抓（ひびょう）」。暗器五点星編では「岩砕拉飛抓（がんさいりゅうひびょう）」とも呼ばれている。
拉麵男鑞暴（）
暗器五点星との対抗戦で、跳竜が復活させた鑞暴剣神に対抗するため、ラーメンマンが「雷燕物体移動術」によって超人拳法総本山の武器で作った操り人形。犬操が操り、「千歩神拳」（せんぽしんけん）によって跳竜の剣神を倒すが、鑞暴のモデル以外の人物が操ったため、犬操の全身の骨がバラバラになってしまった。拉麵男剣神（ラーメンマンケンシン）とも。

### 悪的登場人物

#### 玉王関係者
屠殺鬼玉王（）
声 - 内海賢二
大林寺（だいりんじ）・将棋七鬼衆を束ねる拳法家。額の「王」の文字が特徴。鎖帷子を身にまといラーメンマンの「命奪崩壊拳」をも跳ね返したが、再戦では「心突釘裂脚」によって鎖帷子を攻略されて敗れた。
その後、自身は戦闘不能となるがラーメンマンへの復讐に執念を燃やし、天才的頭脳を駆使し幾度となく部下を率いてラーメンマンに挑戦する。2度目の登場時は、ラーメンマンに負わされた傷の部分に機械部品が見られ、3度目は一度肉体を無くし、影の持つ首だけの姿で登場した（2度目、3度目とも原作のみで、アニメでは3度目も普通の肉体を持っている）。また、土偶人の回にて黒猫をペットとして飼っている描写がある。
アニメ版では暗器五点星が敗れた際、原作通り跳龍を殺めた後に撤退しようとするが、闘場を囲っていた竜巻の一つに巻き込まれてどこかへ飛ばされ、生死不明となる。
ゆでたまごの作画担当・中井義則は、「やられてもやられても懲りない、というのがちょうど『スーパーマン』のジーン・ハックマン（レックス・ルーサー役）のようなイメージ」と語っている。
影（）
土偶人と拉麵男・鬼鑼悪の回に登場。名前のとおり姿は黒い影のようで、はっきりと描かれていない。老人に変装してシューマイをさらったり（アニメでは農夫に変装した土偶人がこの役回りを担う）、鴉群拳法・青椒肉絲（チンジャオロースー）を殺害して極意の掛け軸を奪ったり（アニメでは玉王と拉麵男・鬼鑼悪の役回り）と、玉王の腹心の部下として命令を忠実に実行する。変装してラーメンマンとシューマイに接触した際、手に拳士の証である拳法ダコが見えたことからラーメンマンに正体を見破られており、また病で本調子ではなかったとはいえ、青椒肉絲を殺害していることから、少なくとも高い実力を持った拳士であることは判明している。アニメでは未登場。
土偶人（）
声 - 郷里大輔
中国拳法最強といわれた憖榭紗王（キンシャサおう）をモデルに、玉王が作り上げた機械拳士。自在に地中を潜行し、鏡（アニメでは壁）をすり抜けて移動する能力を持つ。頭脳を持たないため、ラーメンマンの技のクセを知り尽くしているシューマイを拉致して眠らせ、体内に入れデータを引き出す。そのため、ラーメンマンの技をことごとくかわし、苦戦させる。最後はラーメンマンの投げたリンゴ（アニメ版では山イチゴ）が口から体内に入ったことによってシューマイが目覚め、制御不能になったところを、シューマイが唯一知らなかった技「落陽紅脚」によって敗れ、吹き飛ばされて玉王を下敷きにして倒れる。その後、シューマイも砕けた胸部から解放された（アニメではシューマイを残して砕け散り、玉王も逃げおおせている）。アニメでは玉王が大林寺に伝わる秘法により、土偶を材料に誕生させた。
拉麵男・鬼鑼悪（）
声 - 郷里大輔
玉王が建設したラーメンマンの形をした巨大な「拉麵男打倒養成所」がそのまま動き出し、戦える状態になったもの。胸部に養成所の名が書かれた岩石のような肌および、胴体に大蛇のような装飾が巻き付いており、蛇の頭部にあたる部分が右目を貫いているのが特徴（アニメでは拉麵男打倒養成所が作り上げた最強の男に設定変更されている。肌も普通の人肌で養成所の文字はなく、蛇の装飾も右目を通らず首から右腕にかけて巻き付いている）。
ラーメンマンの技・クセ・思想などを本人の百倍の力に作ってあり、本家の技を「萬歩神拳（まんぽしんけん）」・「命奪萬力拳（めいだつまんりきけん）」といった名前で百倍と分かる技で返す。しかし、優しさや傷口まで百倍に作ってあったため、春雨の援護で左胸の突起状の弱点（アニメではラーメンマン同様普通の傷となっている）を含む全身の傷の位置を暴かれてしまい、そこを突かれ落陽紅脚によって敗れる（アニメでは左胸の傷への突きと落陽紅脚を喰らい、谷底に転落した）。
芙蓉蟹（）
声 - 沢木郁也
玉王のもとで修行していた、ファイティングマシーンと呼ばれる男。玉王が開発した「奇跡の箱（ミラクル・ボックス）」を装着し、ラーメンマンのデータカードを入れることで、ラーメンマンの思考や行動を完全に読む。得意技は片足で相手の首を締め上げ、もう片方の足で顔面を蹴り上げる「魔技・半鐘割り（）」・体を回転させることで突風を発生させる「神隠暴風（）」。玉王と共にラーメンマンの妹・拉娘を拉致し、ラーメンマンをおびき出して戦う。
拳法の実力は高かったが、ミラクル・ボックスで予測できないシューマイによる落石に動揺した隙を突かれ倒される。戦闘中にラーメンマンに命を助けられたこともあり、死の間際にラーメンマンに対して「今度はミラクル・ボックスなしで戦おう」と言い残しており、墓を作られた数少ない敵。アニメでは死亡せず、倒れた後に「今度は奇跡の箱に頼らずに、技を磨き直して戦いたい」とラーメンマンと約束する。岩も、シューマイは関与せず、彼自身の蹴りの振動で落下。
老酒兄弟（）
名前はアニメ版より。玉王の部下である刀術を使う兄弟で、それぞれ短刀と蛮刀を使う。ラーメンマンへの刺客として送り込まれるが、芙蓉蟹がミラクル・ボックスで予測した通りに機矢滅留・苦落血と猛虎百歩拳で倒される。
パイカル
名前はアニメ版より。玉王の部下で、老酒兄弟に続いてラーメンマンへの刺客として送り込まれる。技は右手から糸を放つ「蜘蛛糸しばり（くもいとしばり）」と、左手から糸を放つ「猛虎封鎖（もうこふうさ）」。芙蓉蟹の指示に従って戦い、糸でラーメンマンの両腕を封じるが、脚から虎を放つ「天空翔虎脚」で敗れる。
鍋巴（）
拉麵男・懢蝱の回に登場した玉王の部下。刑務所に収監されていた玉王と共に脱獄したあと、彼の助手として懢蝱製造に協力する。
拉麵男・懢蝱（ラーメンマン・ランボー）
屠殺鬼玉王によりラーメンマンの爪と玉王の血から製造されたラーメンマンのクローンにして、原作における玉王最後の刺客。作中では「ラーメンマンと瓜二つ」と形容されるが、額の「凶」の文字など風貌・体格ともラーメンマンと大きく異なる。オリジナル武器として、懢蝱の優れたパワー・瞬発力が加わったスイングにより、網目で相手をトコロテン状に切り裂く「地獄兜拷髏殿崩し（じごくところてんくずし）」を繰り出すラケットの形状をした「斬人饠血刀（ざんにんラケット）」と、無数の手形の間に付いた蛇腹が伸縮して敵を攻撃する「蛇腹圧殺手（じゃばらあっさつしゅ）」を放つ「魔鎡狗颶礌甒（マジックグラブ）」を使う。それ以外の得意技は相手と背中合わせで首をヘッドロックに、足をボストングラブの体勢にそれぞれかけて背骨をへし折る「解体臓破殺（かいたいぞうはさつ）」と「凶虎百歩拳」。
砲岩・犬操・陳老師を倒した後にラーメンマンと死闘を繰り広げる。なお陳老師は、懢蝱がラーメンマンの爪から作り出された生命でラーメンマンと繋がりがあり、懢蝱を攻撃するとラーメンマンも傷付くことを知り手出しができなくなったために敗れたが、実力的には懢蝱を上回っていた。ラーメンマンとの戦いの中、ラーメンマンが組織をズタズタにされて爪の無い指先に陳老師の爪を付けたため繋がりが消え、懢蝱はラーメンマンから独立した1つの生命となった。激闘の末、無意識に水龍幻覚波を発動したラーメンマンに敗北する。後に陳老師との対戦の際にラーメンマン同様の正義の心が芽生えたことによって改心し、饠血刀・懢蝱（ラケット・ランボー）と名乗る。

#### 将棋七鬼衆（しょうきしちきしゅう）
鬼首村付近（アニメでは紹興近辺）の鬼面山（きめんざん）にある大林寺を根城とする拳法家集団で、かつてあまりの残虐性ゆえに少林寺を破門された拳士たちで構成される。一人一人の実力もさることながら、メンバーが組体操のごとく壁を作る「七鬼衆人壁（しちきしゅうひとかべ）」からの攻撃に加え玉王が人壁の最上段から飛び掛かり、相手にニードロップを叩き込む「玉王怒狼封（ぎょくおうドロップ）」を始めとする連携技「将棋盤拳（しょうぎばんけん）」の威力は絶大で、陳老師も過去に命を落としかけたという。原作では銀将相当のキャラクターが存在しないが、アニメ版では銀鬼（後述）が登場し玉王以外で七鬼衆を名乗っていた。また、玉王怒狼封も玉王単独で使用するシーンがある。
鬼首村に流行した感染者の体を石に変える奇病「石仏病（せきぶつびょう）」の特効薬にして超人的な肉体を維持するスタミナ源ともなる「赤子茸（あかごだけ）」を独占。さらにラーメンマンをおびき寄せて倒し、闘龍極意書を奪い取るべく川に石仏病の素となる毒を流していたため、困った村人の頼みを受けたラーメンマンと戦う（アニメではマーボー一座に難癖を付けて捕らえ、さらに玉王が拉娘を自らの嫁にしようとしたため、その救出に向かったラーメンマンと対決している）。初戦では妹・拉娘を見て動揺したラーメンマンを敗北させたが、心を決めて冷静さを取り戻したラーメンマンとの再戦に敗れた（なお、原作ではラーメンマンに人壁を破られる際に金鬼が倒され、玉王が敗れると残りのメンバーも戦闘描写を省略されて壊滅させられたが、アニメではラーメンマンが七鬼衆を全滅させてから玉王との一騎討ちに移行している）。
一番手 歩鬼（）
3人に分身する「分身の術（ぶんしんのじゅつ）」で横一列に分身して襲いかかる「将棋せっちん責め（しょうきせっちんぜめ）」・蹴り技の「歩鬼脚（ふききゃく）」を得意とする。なお、弱点は本体を押さえられると分身できないことである。額に「歩」の文字を持つ。
二番手 香鬼（）
伸縮自在の「如意槍（にょいやり）」の使い手。額部分に「香」と描かれた白仮面を着けている。
三番手 桂鬼（）
「桂鬼蹴（けいきげり、アニメでは桂馬蹴り〈けいまげり〉）」を得意とする馬面の男で、額の「桂」の文字が特徴。
四番手（アニメでは六番手） 角栄（）
斜め移動から頭で突き上げる「岩頭はたき（がんとうはたき）」を得意技とする。額に「角」の文字を持つ。アニメ版では名前を角将（かくしょう）に変更され、飛龍と共に相手に飛び掛かる合体技「七鬼衆怒狼封（しちきしゅうドロップ）」を使用していた。
五番手（アニメでは七番手） 飛龍（）
腕を喉元に叩き込む「雷力圧闘（ラリアット）」を得意技とする、レスラー風の男。額に「飛」の文字がある。唯一、原作・アニメ共に将棋七鬼衆の中でラーメンマンに倒されたシーンがない。アニメでは彼が人壁の最上段を務める。
六番手（アニメでは五番手） 金鬼（）
七鬼衆最大の技・玉王怒狼封において人壁の最上段を務める男。額に「金」の文字を持つ。人壁の時は得意気だがそれ以外に活躍がない。アニメ版では突きの連打を繰り出す技「黄金乱れ打ち（おうごんみだれうち）」で他の仲間と共にラーメンマンを痛めつけた。

#### 暗器五点星（あんきごてんせい）
過去に超人拳法を悪用したために処刑された、5人の達人。
屠殺鬼玉王が「拳魂復活の術」を習得して英雄面山から盗んだ位牌に使い、一時的に蘇らせた。真の肉体を得て復活することを賭けてラーメンマンらと戦う。
敗北後に位牌は玉王に捨て置かれたが、それを憐れんだラーメンマンが生命の石（拳聖五歌仙の4人を生き返らせて1個余った。なお、アニメ版では超人拳法の拳士は英雄面山の位牌に触れてはいけないという掟がある）を割って与えたことで一時的に再び蘇り、永い眠りに就くべく英雄面山に戻っていった。
一点星 護夢拳 跳竜（）
声 - 佐藤正治
暗器五点星の中のリーダー格。ゴムのような身体を使った技で闘う。チューチャイを殺害し、一度はラーメンマンを破った。最後の闘いにてラーメンマンの蹴り技3連発により敗北。最後は玉王が投げた刀からラーメンマンをかばって力尽き、位牌に戻る。唯一、猛虎百歩拳(白虎紅鷹拳含む）を5度も受けた男で、また唯一猛虎百歩拳の回避に成功した人物。アニメでは試合放棄で犬操に勝利、タッグマッチではガダムも倒している。
必殺技は「護夢拳巨大手（ゴムけんきょだいしゅ）」・「超護夢鞠拳（スーパーボールけん）」・「飛花乱天突き（ひからんてんづき）」、二飛刀黄鶯とのコンビでの「護夢拳惨土脚」・「合体賦櫨狴鑼拳（がったいプロペラけん）」・「護夢鞠蹴撃脚（ゴムまりしゅうげききゃく）」など。また、岩石を自らのゴムのボディに食い込ませ、鎧のように纏うこともできる。また、彼も鑞暴剣神を操れる。
二点星 二飛刀 黄鶯（）
声 - 徳丸完
二刀流の使い手。必殺技「地表大刃破」で蛾蛇虫と犬操を殺害。また「地表大刃破」で落とした相手を跳竜が押し潰す「護夢拳惨土脚（ゴムけんサンドきゃく）」、跳竜が包み込んだ相手を蹴りまくる「護夢毬蹴撃脚」、飛び回る「合体賦櫨狴鑼拳（がったいプロペラけん）」と、単独より跳竜とのコンビネーション攻撃を得意とする。「護夢拳惨土脚」の誤爆と白虎紅鷹拳（毒鷹バージョン）に敗れた。
暗器五点星との戦いの前に蛾蛇虫は弟子たちに彼の刀術を教えようとしていた。
アニメでは竜巻に放り込まれ、岩で大ダメージを受けて敗北。「護夢拳惨土脚」の誤爆も無かった。
三点星 紅蓮拳 炎劉（）
声 - 平野正人
全身から吹き出す炎を操る拳士。1度砲岩を殺害している。閻魔蜘蛛の林九を可愛がっている。チューチャイを追い詰めるが、死闘の末、チューチャイの「チェンマイL特急」で火炎を操る機能が狂って自らの炎に焼かれ、敗北。必殺技は「紅蓮梅花拳（ぐれんばいかけん）」・「紅蓮溶岩弾（ぐれんようがんだん）」・「紅蓮手蟹挟み（ぐれんてかにばさみ）」・「紅蓮竜鳳剣（ぐれんりゅうほうけん）」・「回身白猿拳（かいしんはくえんけん）」・「長江地獄滝（ちょうこうじごくだき）」、さらに閻魔蜘蛛を使った「紅蓮這わせ蜘蛛（ぐれんはわせぐも）」など。
アニメでは毒蜘蛛は一切使わない。「ファイヤー！」も「炎！」に変更。
林九（）
炎劉が飼っている猛毒グモ・閻魔蜘蛛の中でもっとも可愛がっている一匹。蠱毒の壺の中での喰い合いによって現世終焉の毒を持ち、自身の体に炎劉が点火して相手に張り付かせる「紅蓮這わせ蜘蛛」によってチューチャイに咬みつくが、自らの身体を毒大蛇5匹に咬ませて中和するチューチャイの「隠し技・疑毒体」に敗北、逆に干からびて死亡する。
四点星 円輪剣 面鬼（）
声 - 岡和男
円輪や妖剣・怪剣を駆使して闘う円輪剣の使い手。フード付きの装束に仮面の姿をしている。五点星の中で唯一砲岩に勝利し、五歌仙の全勝を阻止したが、倒したわけではなく、砲岩の「流星炎弾脚」の直撃を受けたあと、力を使い果たした砲岩がダウン、すでに限界だった面鬼が倒れたのがカウント10の後だったためであり、実質的には「負けに近い引き分け」だった。笑い声は「ヒューヒュヒュ」。
輪の縁による斬撃「抜刀円輪剣（ばっとうえんりんけん）」の他、輪で捕縛する「ダブル（トリプル）円輪縛り」「円輪囚人縛り」など、円輪を武器として使うことからこの名がある。操り鑞暴拳法も得意とし、妖剣・怪剣で組み上げた巨大な鑞暴剣神を操る。
鑞暴剣神（）
面鬼の「妖剣・怪剣（ようけん・かいけん）」によって形作られた巨大操り人形。面鬼が操り、砲岩を追い詰めた。「鑞暴露血闘（ロケット）脚」「八仙人間蹴鞠（はっせんにんげんけまり）」「圧殺洛陽橋（あっさつらくようきょう）」を使う。大理石の巨大麻雀牌で激しく攻撃されても全く傷つかない強固なボディを持つが、激しい動きをし過ぎると操り糸が絡まって動けなくなってしまう、という弱点がある。砲岩の「流星炎弾脚」によって一度は破壊されるが、跳竜によって復活。顔も跳竜そっくりに変わった。しかし、犬操の操る拉麵男鑞暴の千歩神拳によってバラバラに破壊される。
五点星 強力掌 金剛（）
声 - 幹本雄之
かなりの巨体にもかかわらず、身のこなしが異常に軽い武道家。素顔は美男子で「血みどろの麗拳士」と呼ばれ、残虐の限りを尽くしていたが、唯一、羽薔薇という恋人に対しては素直だった。晒し首の際に不良に顔を焼かれ、羽薔薇にも見捨てられたため、超人拳法総本山を逆恨みしていた。処刑当時は25歳。復活後は醜い顔を隠すために仮面を被っていたが、そのため普段は視野が狭いという弱点を持つ。必殺技「強力圧搾拳（ごうりきあっさくけん）」・「射虎瘋魔脚（しゃこふうまきゃく）」・「強力曲独楽脚（ごうりきこまきゃく）」・相手を放り投げる「強力蝴蝶投げ（ごうりきこちょうなげ）」などでラーメンマンを追い詰めるが、猛虎百歩拳により敗北。
アニメでは素顔は焼けただれておらず、悪魔のような形相になるだけ。羽薔薇が逃げたのも、その形相の変化だとされている。

#### 地禁門三悪人（ちきんもんさんあくにん）
練習熱心な模範僧の振りをし、通常12年はかかるといわれる超人一〇二芸をわずか4年で習得、さらに超人拳法の頂点ともいえる奥義、「頂上拳」をも習得した。しかし、その後「頂上拳」を悪用したため、酒を飲まされ泥酔したところを井戸に閉じ込められ、「地禁門」として頂上拳と共に封じ込められていた。しかし、その事実を知らない幼い修行僧によって封印を解かれ、再び外の世界に出てしまう。アニメ版では「地禁門三魔人（ちきんもんさんまじん）」の名称で呼ばれる。
金獅子拳金龍（）
声 - 銀河万丈
「金獅子党（きんじしとう）」を結成し、悪虐の限りを尽くす。服の下に「頂」の文字が書かれた肩当を着用しており、爆弾の爆発もものともしないタフさを誇る。ラーメンマンの超人一〇二芸をことごとくはね返し、最後の百歩神拳の上を行く「金獅子百歩拳」でラーメンマンを完膚なきまでに叩きのめす。シューマイたちを人質にとり立て籠もるが、その後頂上拳を習得したラーメンマンの「双星猛虎拳」に敗れる。
三悪人の中では唯一超人一〇二芸を披露している。
不死身胴白龍（）
声 - 戸谷公次
超人頂上拳第二の奥義・武器男（ブギーマン）製造術の使い手。武器男を大量生産して総本山に逆襲をかけるため、超人拳法総本山の若い修行僧たちを誘拐する。ラーメンマンの双星猛虎拳を必殺技「断頭瓶」によって打ち破るが、ムンタの念力が加えられた「協力猛虎拳」によって倒された。しかし、その後左肩を負傷したものの生き残り、ラーメンマンに復讐するため息子の杏仁を使い、ラーメンマンの左腕を研究させ、それと全く同じ機能を持つ無敵の拳を完成させる。無敵の拳から放たれる「鋼鉄猛虎拳」や命奪崩壊拳に匹敵する威力の突き技「千軍無敵拳（せんぐんむてきけん）」を使いラーメンマンを追い詰めるが、「猛虎百歩拳」によって鋼鉄の虎を食いちぎられた上左腕の義手を粉砕され、「打穴三点崩し」によって再び敗れる。しかし、ラーメンマンが杏仁に免じてわざと打穴三点崩しの急所を外したため、倒れただけで命は助かる。
十字拳黒龍（）
声 - 大塚周夫
地禁門三悪人のリーダー格。背中に黒い龍の入れ墨をした二本角の鬼のような風貌をしている。超人拳法頂上拳第三の奥義・封印十字剣の使い手。地禁門を脱出した際、駆けつけた大僧侶と入れ替わっていた。だが、相手が弱くては張り合いがないという考えから、金龍に敗れたラーメンマンに頂上拳を伝授したことが仇となり、双星猛虎拳で倒された。技は他に「五体散歩術」、霊気で正面に強固な壁を作る「制空圏バリヤー（）」。ただし、制空圏バリヤーは頭上がガラ空きなのが弱点。また、大僧侶になりすましていた際には死体の頭蓋骨からその記憶を映像にして映し出す術を使用していた。

##### 三悪人の関係者
クロス
声 - 西尾徳
金獅子党の部下。巨大な卍剣を使う。金龍とラーメンマンとの闘いに投げ入れようとしたその卍剣をシューマイが蹴り防いだことが、両者の運命を変えるきっかけとなった。
武器男（ブギーマン）
屈強な男に、特殊な溶液にひたして培養した八味地黄ヒルを耳に入れることで作られる拳士。脳を食いちぎられて理性や恐怖心といった戦いに不要な感情を破壊した結果闘争本能だけが残り、製造者の言うことのみに従う完全な殺人マシーンと化している。裏側に無数の針が付き口が開いた形状の仮面を付けている。ラーメンマンの命奪崩壊拳ですら全く効かなかったが、猛虎百歩拳には耐えられない。弱点は口で、口を塞ぐことによって機能が停止する。アニメではヒルの代わりに薬草・八味地黄が使われ、治療して正常に戻すことが可能になっていた。
ムンタ
声 - 西尾徳
不死身胴白龍の一の子分で武器男の世話係。白龍にウスノロとなじられ、こき使われていた。大した自覚は無かったが強力な念力が使える。本来は善人であり、白龍に裏切られラーメンマンに協力するようになり、ラーメンマンは彼の念力を利用した「協力猛虎拳」を作り出す。原作では以後しばらくの間、ラーメンマンの旅に同行する。
杏仁（）
声 - つかせのりこ
不死身胴白龍の息子。白龍に命令され、ラーメンマンの弟子となり左拳の秘密を探っていた。ラーメンマンの愛のこもった左拳での拳骨を喰らい、その感覚をもとに白龍は機械の左腕を完成させるが当の杏仁はラーメンマンの人徳に絆されており、父との板挟みに悩む。アニメではシューマイとの友情に目覚め、別れ際にシューマイから「今度は普通の親孝行をするように」と告げられる。

#### 三打鐘兄弟（トライアングルきょうだい）
本作最後の敵として登場。幼くして中国皇帝に即位した呂烙餅の拳法指南役に志願した3人組。本心は、その地位を利用して皇帝の代わりに実権を握ろうと企む悪党である。拳法指南役を決定する御前試合に参加を目論み裏で卑怯な手段を講じていた。事実を知った皇帝とラーメンマンが接触していたことを知ると闘龍極意書をも狙い、皇帝と誤って誘拐したシューマイを盾にラーメンマンに御前試合への参加を強要、拳聖五歌仙らと対戦した。
念仏男（）
三打鐘兄弟のリーダーでビルマ出身。頭に小さな仏像を載せている。鐘を使った戦いを得意とし、投げつけて相手の武器を破壊する「弾丸鐘（だんがんしょう）」、敵の頭に鐘を被せて上から棒で乱打を浴びせる「落雷鐘（らくらいしょう）」などの技を使う。
予選では砲岩を、決勝トーナメント一回戦では犬操を難なく破る。準決勝の相手となる蛾蛇虫と鎌斬が相打ちとなったため、決勝戦進出が決定していた。
伊々平功（）
アラビア出身。背中に人形を背負い、操って攻撃する「魔翏悪涅闘（マリオネット）」殺法を使う拳士。予選でチューチャイを破り、その実力を見せつける。決勝トーナメントでは、一回戦の相手となるはずだった懢蝱を試合前にラーメンマンのつもりで襲撃し重傷を負わせた。彼とラーメンマンとの戦いを目前に物語は終了する。
ガルルーダ
バリ島出身で神鳥ガルーダを模した衣装に身を包む。鋭い爪で相手を切り裂く「黒鳳魔爪（こくほうまそう）」・羽飾りを手裏剣のように飛ばして相手に突き刺す「羽根魔鬼雨（はねまきあめ）」などの使い手。トーナメント一回戦でラーメンマンと対戦し、拉麵男暴酷（ラーメンマンボム）に敗れる。物語上、ラーメンマンが最後に倒した相手。

#### その他悪役
毒蛇三兄弟（）
ラーメンマンの故郷の村を襲った馬賊「毒蛇（コブラ）党」の首領格となっている三兄弟。アニメでは鬼首村を襲った時と現在では服装がやや異なる。
蛇五（）
声 - 戸谷公次
三兄弟の長男。剣の達人で性格は冷酷。蛇六と蛇九がラーメンマンにやられ、命乞いして油断したところを斬りつけようとしたが後方風車を受けて倒された。
蛇六（）
声 - 田中和実
次男でクンフーの達人。性格は激しく短気。蛇九に相手の視界を遮らせて死角から飛び蹴りを撃つ「秘技・幻惑夢壁（ひぎ・げんわくむへき）」を得意とし、この技でラーメンマンの父ソーメンマンを殺害した。ラーメンマンとの戦いでもこの技を使うが、超人拳法を極めたラーメンマンには動きを見破られ、蛇九もろとも百歩神拳で真っ二つにされた。
蛇九（）
声 - 大竹宏
三男で、一度暴れ出すと手のつけられない乱暴者の大男。その巨体を生かして「秘技・幻惑夢壁」の壁役となる。巨体なので馬に乗れない（アニメでは原作よりは小柄で、普通に馬に乗っていた）。蛇六と共にラーメンマンの百歩神拳で真っ二つにされた。
魔鬼幽利偉・叉焼男（）
声 - 土師孝也
粗暴な性格ながら、陳老師を上回るといわれる高い実力を持った超人拳法の使い手。修行時代のラーメンマンの兄弟子だが、自分以外の「闘龍極意書」継承者候補である彼を快く思わず、陰でいびりぬいていた。継承者が勝った自分にならなかったことを不服として出奔、数年後に極意書の半分を奪い取り、自分と戦うか残り半分を渡せと迫る。超人拳法の掟に従って無抵抗を貫くラーメンマンを一方的にいたぶるが、無関係なシューマイにまで暴力を振るったことに怒ったラーメンマンの命奪崩壊拳で倒される。その後王皇帝主催のトーナメントに参加するが蛾蛇虫に敗れる。必殺技は超人一〇二芸の1つ「千手孔雀拳」と「肉削飛爪」。
アニメでは闘龍極意書の伝承者になれなかった後、蔑まれ続け悪の道を歩むようになった経緯が描かれている。劇場版では黒色魔王の配下として登場。新たに「鳳凰万手拳」を使用してラーメンマンを追い詰めるも、猛虎百歩拳に鳳凰万手拳を破られ、ラーメンマンの飛び蹴りを喰らい倒れる。
金角（）
声 - 幹本雄之
叉焼男の弟子で、二本の剣を武器にする剣士。相手の頭上に投げた剣と自身が振るう剣で同時攻撃をする「秘術・金縛り剣（ひじゅつ・かなしばりけん）」でラーメンマンに挑むが、斬りつけた剣を白刃取りされ、体ごと頭上の剣へ投げつけられ敗北。
銀角（）
声 - 佐藤正治
同じく叉焼男の弟子で、長い紐の付いた熊手のような武器を持つ。ラーメンマンの片腕に武器を巻きつけたが、引き寄せられたところを顔面肘打ちされて敗れた。アニメ版ではこれに「必殺熊狩り（ひっさつくまがり）」の技名が付いた。倒され方も、ラーメンマンの方が飛び込んでの蹴りに変更。
筋具金具・武狼帝（）
声 - 玄田哲章
右手に鷹の前足を模した巨大な爪を持つ義手を付けて戦う鷹爪拳（たかづめけん）の使い手。得意技は相手の懐に飛び込み、爪で切り刻む「鷹爪切裂拳（たかづめきりさきけん）」。闘龍極意書の白紙の部分の意味が解けずに、困惑しているラーメンマンの前に現れた。闘龍極意書を奪い取ろうとするが、吹っ切れたラーメンマンに倒される。その時編み出した機矢滅留・苦落地の最初の犠牲者。アニメ版では叉焼男の兄弟分となっており、鷹の爪のデザインも原作と異なり普通の手にはめる手袋のようになっていた。爪を伸ばす仕掛けも披露。
黒色魔王（）
声 - 小林清志
陳老師に依頼された救助先の村を支配している男。暗闇を好み、明るいものや子供の笑顔を嫌う。そのため巨大な壁で太陽の光を遮断し、子供を暗黒房と呼ばれる洞穴に20歳になるまで閉じ込めていた。最後はラーメンマンに壁を砕かれ、差し込んだ日光に動揺したところを、「烈火太陽脚」で倒された。
アニメでは劇場版で登場するが、原作とは容姿が全く異なる。こちらでは蘇州を支配しており、自身に逆らう人々を浴びた対象の精気を吸い取り黒いミイラに変えるガスを放つ技「黒色術（こくしょくじゅつ）」にかけていた。また、肩に付けているサポーターに仕込まれた鞭を振るうことで周囲を闇に覆う「暗黒宇宙（あんこくうちゅう）」や、両手から気を放って相手を攻撃する「暗黒流星拳（あんこくりゅうせいけん）」という技も使用していた。激闘の末昇龍閃光拳の光で暗黒宇宙を無効化され、烈火太陽脚で敗れるとミイラ化した人々は元に戻った。
王皇帝（）
声 - 戸谷公次
要塞島を治める大富豪。最強の男たちの肉体を埋め合わせて作られた肉体競技場を作り、最後の柱に自ら主催した格闘技トーナメントの優勝者の肉体を埋め込み、人柱にしようと画策していた。暗奴隷を操り、秘密を知ったラーメンマンを倒そうとするが、「烈火太陽脚」によって吹き飛ばされた暗奴隷に巻き込まれ、自ら人柱となってしまう。
アニメ版では玉王の部下として登場。肉体を埋め込む術は「封力壁手（ふうりきへきしゅ）」と名付けられ、封じた相手の能力を自分のものにする大林寺の奥義の一つである技に昇華され、暗奴隷を強化していた。また王と暗奴隷が敗れた後（原作とは違い最後の柱はなく、王も他の人々同様壁に埋め込まれた）、埋め込められた人々は開放された。
暗奴隷（）
声 - 郷里大輔
王皇帝の部下。普段は大人しいが、火を見ると暴力的になり、手が付けられなくなる。巨体に恐ろしい怪力を持ち、強靭なボディは全ての攻撃を吸収してしまう。砲岩の「散弾流星脚」をはじき返し、蹴り一発で殺害。弱点は巨体ゆえにあまり攻撃を受けていない頭。頭に連打を浴びた後「烈火太陽脚」によって倒される。
筋肉拳蛮暴狼（）
声 - 若本規夫 / 鈴木みえ（少年時代）
地獄の殺人者として中国全土に名を馳せている。鋼の肉体を持ち、あらゆる攻撃を受け付けない。得意技は相手を両腕で締め上げる「熊胴圧搾（くまどうあっさく）」。
本名はザーサイといい、孤児という出自からか大人に対する不信感が強く、陳老師の下で修行しているラーメンマンにも嫌がらせをしたが、逆に毒蛇から救われたことで、頼み込み、仲間たちと共に密かに超人拳法を教わっていた。しかし、、陳老師に見つかり、まだ修行中の身であったラーメンマンが破門を恐れたため（アニメ版ではその際、陳老師に「超人拳法は半端な覚悟で教わるものではない」と叱責されている）、ザーサイたちと縁を切り、裏切る結果になってしまう。そのことを恨み打倒ラーメンマンと超人拳法を決意、技ではなくあらゆる技を無効化しはね返す無敵の肉体作りを思い立ち、地獄のような独自の修行を重ね「筋肉拳」と称する無敵の身体を手に入れた。
怨石封鎖で闘龍極意書の内容を奪うが、蛮暴狼以外の4人はその力に酔ってしまい、悪虐の限りを尽くす。最初は静止しようとするが、はずみで子供を殺してしまい、その後蛮暴狼も4人を止めなくなる。追ってきたラーメンマンが極意書の内容を全て取り戻した後、その筋肉で心突釘裂脚と命奪崩壊拳をはね返すが、かつての別れの際背中に一枚の葉が張り付いていたため鍛えられていなかった部分を突かれ、命奪刺葉拳によってラーメンマンに敗北し、死亡する。
アニメ版では一般人を手にかける描写はなく、かつて倒した拳士の弟子たちを倒しているところでラーメンマンと再会する。体の中で唯一鍛えられない部分として弱点が頭に変更され、そこを頭骨錐揉脚で攻撃され敗北する。また、拉妹のいる「マーボー一座」のタケノコの兄と判明し、彼女の嘆願で助命されて改心している。以後蛾蛇虫や砲岩同様仲間として活躍する。シルクロード武術大会では、原作のチューチャイに代わり、ラーメンマンたちと共に中国代表選手として選ばれる。最終話では、シルクロードを越えて遠い国で修行していることが語られる。
ゲーム『闘将!!拉麵男 炸裂超人一〇二芸』の説明書では「搾菜（ザーサイ）」と漢字表記されている。
ゆでたまごの嶋田はラーメンマンとザーサイのエピソードはうまく描けたと語っており、嶋田・中井の2人とも名場面として挙げている。
屯（）、珍（）、奸（）、メンマ（アニメではコン）
筋肉拳蛮暴狼（ザーサイ）の手下の4人組。全員孤児で、少年時代にザーサイとともにラーメンマンに拳法を習うが、ザーサイとともに逃走。「怨石」によって闘竜極意書の内容を奪うが、超人一〇二芸の威力に酔って暴走し、本来の目的を忘れ、ザーサイの静止も聞かずに殺戮に走る。追ってきたラーメンマンに襲い掛かるが、屯・珍・奸は全員敗北。残ったメンマは極意書の内容が書かれた衣服を脱ぎ捨てて逃走した。頭頂部の禿げたメンマと坊主頭の屯以外の眼鏡（アニメでは眼鏡をかけていない）と巨漢の2人は、どちらが珍・奸なのかは不明。眼鏡（アニメではコンに変更）と巨漢は烈火太陽脚と打穴三点崩しの相打ちで死亡し、屯は百戦百勝脚の空振りの反動で左足を失う。アニメ版では特に暴走はせず、結末も緩和され傷つくだけに変更された。また、屯は老人に変装してラーメンマンの様子を探る描写が追加され、原作での眼鏡は命奪崩壊拳を外した反動でダメージを受けて倒れた。

明村長（）
声 - 加藤精三
集鬼村（しゅうきそん）村長。親のいない子供たちだけで形成されている集童村（しゅうどうそん）にある、獲物を取るために必要な「竜の顎（りゅうのあご）」と呼ばれる毒ガスを噴射する火山口のある土地を奪おうとする。左手首に鋭い爪の付いた義手を装備している。村の者同士で行う毎年恒例の武術大会に、部外者である不知火為右ェ門を養子にして無理矢理出場させ、堅強を殺害させて竜の顎を奪い取った。
最後はラーメンマンに倒された不知火為右ェ門と共に竜の顎に転落。噴出した毒ガスに巻き込まれた（直接描写はないが、そのまま死亡したと思われる）
アニメでは竜の顎に転落した為右ェ門の火炎祭りが毒ガスに引火して爆発が起き、自身の命は助かったものの竜の顎が使い物にならなくなり野望が潰える。
不知火為右ェ門（）
声 - 飯塚昭三
集童村の土地を奪うため、明が手配した角力（すもう）レスラー。階級は横綱。得意技は連続で張り手を繰り出す「鉄砲祭り（てっぽうまつり）」・両腕を掴んでスープレックスのように後方に投げる「居反り投げ（いぞりなげ）」・両手から火炎を放つ「火炎祭り（かえんまつり）」。アニメでは居反り投げの体勢から相手を遠くに放り投げる「居反り落とし（いぞりおとし）」という技が追加された。集童村の子供たちを救出せんとするラーメンマンと戦うが、自在剣棒で左目を潰され、さらに自身の「火炎祭り」の炎を纏った「猛虎百歩拳」を受けて炎上。明を巻き添えにするかたちで竜の顎に転落した。
アニメでは日本から流れ着いた元横綱で、集鬼村の力自慢大会に乱入した所を明にスカウトされている。また、最期はラーメンマンの百戦百勝脚を受けて竜の顎に転落し、火炎祭りでラーメンマンを迎撃しようとするも回避され、さらに噴き出した毒ガスに引火してガス爆発に巻き込まれる。
雷電（）、三重出山（）
声 - 島香裕、稲葉実
不知火の部下である力士2人組。ラーメンマンと戦うも、それぞれ背面虎尾脚と命奪崩壊拳で倒される。
どちらかは不明だが、ラーメンマンが到着した時に子供を追いかけており、ラーメンマンの睨みに怯んで逃亡した。
咀怒謀大王（）
声 - 大塚周夫
貧しい暮らしをしている子供たちを社会復帰の名目で集め、盗賊団「毒蠍党（スコーピオン）」（アニメではどくかつとう）を結成し、殺人のための訓練を行い、富豪の家を襲撃させては金品を奪う。
その金品を子供たちの楽園建設のために使うと言っていたが、実際は嘘で、それらを全て船に積み込んで外国へ逃げようとしていた。秘術使いで、地面に描いた魔法陣と呪文の力で竜巻を発生させる「天変動地の術（てんぺんどうちのじゅつ）」を得意技とする。
事故により記憶喪失となったラーメンマンを見込んで仲間に引き入れたが、同時に危険視もしていた。やがて記憶を取り戻したラーメンマンに企みを見破られる（アニメではラーメンマンはマーボーと関わりのあるリンピョウを救出すべく潜入捜査のため、変装して毒蠍党に志願した）。ラーメンマンに対して天変動地の術を使おうとするが、鉄の粉末と巨大磁石（アニメでは毒蠍党の使っていたサソリ戦車の部品の一つとなっている）を使った奇策で術が暴発して自分が吹っ飛ばされたところに天空翔虎脚を食らい、倒された。
アニメでは弟の蜈喪鑼と共に超人拳法と敵対する毒蠍拳法（どくかつけんぽう）の使い手となっている。
蜈喪鑼大王（）
声 - 島香裕
咀怒謀の弟。咀怒謀と同じく毒蠍党の子供たちから尊敬されているが、裏では毒蠍党を抜けようとした子供の抹殺などを担当していた。胴部を強固なボディスーツで覆っており、貫手で殺害した相手の心臓を抜き取ってはその中に放り込み、自身の体に埋め込んでいる。怪力を誇り剣を武器とする他、瞬間移動のようなことも可能。
ラーメンマンとの戦いでは命奪崩壊拳により心臓を貫かれ倒れるが、その硬いボディスーツにより彼の腕を痛め、技を使えなくさせた。複数の心臓が残っていたため復活し、再びラーメンマンを襲うが、リンピョウにより首を刎ねられて止めを刺された。その際、リンピョウを斬って相打ちになる。
アニメではボディスーツのデザインが原作とやや異なる。リンピョウを庇うマーボーを弓矢で射ようとするも、ラーメンマンの百歩神拳を受けて怯んだ所に百戦百勝脚を喰らい倒される。
文庫版では兄弟ともにカタカナ表記に変更されている。
龍牙拳魔颶拏謀（）
声 - 郷里大輔
龍牙道場（りゅうがどうじょう）を開く拳法家。モヒカンの髪形とショルダーアーマーが特徴で、戦闘時はヘルメットを着用する。片手で人間の頭を握り潰すほどの怪力を持ち、頭突きの連続で相手を上空に突き上げて最後に胴を突き破る「昇技・人体頭破（しょうぎ・じんたいとうは）」を得意技とする。
虎翔道場のカーターに金を貸しており、返済できなければ道場を明け渡せと迫っていた。その後開催された武術トーナメント決勝でカーターと戦い、途中でカーターへの恩返しに来たラーメンマンに相手を変更する。無数の杭と剣が突き出た特殊なリングを用意してラーメンマンを苦しめたが、最後には杭を逆利用したラーメンマンの技「覇王一本杭」とヌンチャクの殴打に敗れた。
アニメでは借金の設定はなく、虎翔道場のある土地を奪い取ろうとするのみにとどまる。カーターから託された黄金のヌンチャクを持ったラーメンマンの「タイガー三点崩し」をくらって倒れるが、リング上の剣の串刺しになる寸前でラーメンマンに救われ、最後は場外に突き飛ばされて敗れる。
闘誅拳雲龍（）
声 - 島香裕
月餅によって4人の名拳士の細胞から作られたクローン拳士29号と言われ、首や腕を切断されても自在に操って相手を攻撃させたり、元通りに付けられる。実は29号ではなく同型の別のクローン拳士。自分たちが起こしたクローン拳士たちによる反乱の折、人間たちに殺されかけた復讐のため、超人拳法の代々の達人たちの死体を盗み出してクローン化、蘇生させて使役し、総本山を襲撃した。途中、ラーメンマンがクローン拳士の疑いをかけられていることを知り、死体の1体の手をポケットに放り込んで疑いを深めることで利用した。ラーメンマンとの激闘の末、4つの心臓の中心を打穴一点崩しで突かれて4体のゾンビに分裂したところを「闘竜極意槍」でまとめて貫かれ、再び1体に戻ってダウン。自分は29号ではないと言い、「29号が自分のような悪になっているとは限らないから心配はいらない」と告げた。倒れ際、心音から、ラーメンマンが生身の人間ではないと気づいた。
アニメでは本当に29号であるという設定に変更されており、自分に命令する月餅を罵った。最期は彼に抱かれて道連れで崖から落とされる形となっていた。
武器は飛爪で、相手の胴体を飛爪で捕らえて骨を抉り出す（アニメでは相手を貫くのみ）「排骨豹爪（はいこつひょうが）」や、飛爪を大木に突き刺して引き抜き、振り回して相手に叩きつける「飛木豹爪（ひぼくひょうが）」という技を使う。
番傘拳三兄弟（）
刃が仕込まれた傘を操る「番傘拳（ばんがさけん）」の使い手である三兄弟。ラーメンマンに捕まった長男と次男が護送されるところを三男により救出され、その場の役人数人を殺害して脱走（ラーメンマンは三男の存在を知らなかった。なお、アニメでは捕まるのは次男と三男であり、長男が彼らを救出している）。港町の子供たちを誘拐してラーメンマンに挑戦する。アニメではかつて母親に捨てられたことをきっかけに悪事に手を染めており、ラーメンマンに一度敗れる以前は各地から攫った子供たちを人身売買にかけていた。また、弟が敗れると兄たちが敵を討たんと息巻くなど、兄弟愛が強調された。
鉄観音（）
声 - 佐藤正治
三兄弟の長男。傘を相手に投げつけて攻撃したり、回転させての防御も可能。その技で猛虎百歩拳をも破るが、傘の死角から心突釘裂脚で倒される。アニメでは傘を振り回すことで発せられる光で相手に催眠をかけて操り、その光から具現化した傘を装備させる「番傘拳百地蔵（ばんがさけんひゃくじぞう）」を使用。誘拐した子供たちを洗脳してラーメンマンを攻撃させ、さらに子供たちの持つ傘から発した光で相手を捕らえる「百地蔵次元返し（ひゃくじぞうじげんがえし）」でラーメンマンを苦しめた。
龍井（）
声 - 田中亮一
次男。針付きスーツを着て長男の「番傘拳飛び時雨（ばんがさけんとびしぐれ）」傘に載り、そこから相手にボディプレスを喰らわせる「番傘拳人爆弾（ばんがさけんひとばくだん）」でラーメンマンを襲うが、同時に腹をパンチで貫かれる。アニメでは山東の敵を討つべく巨大傘に乗り込み単独で出撃。無数の槍を放つ「番傘拳破れ傘（ばんがさけんやぶれがさ）」でラーメンマンを襲っており、人爆弾も単独技となっている。
普洱（プーアル、アニメでは山東〈サントン〉）
声 - 田中和実
三男。伸縮する舌で相手を捕らえられる潜水艦になっている作り物の「竜神」を操り、子供たちを攫った。子供たちの救出に向かうラーメンマンを襲うも、櫂を削った棒で竜神ごと貫かれて敗北。アニメでは攻撃用に竜神の口から刃付きの傘を放つも、それを逆利用したラーメンマンにその傘と銛で竜神の胴体を攻撃されたことで動きを止められ、止めにラーメンマンの突きで貫かれる。
無攻撃拳詠春（）
表向きは悪人に対しても暴力を振るわず改心させる正義の拳「無攻撃拳（むこうげきけん）」の使い手で、雪華村に道場を開き村人から絶大な支持を受けていた。しかし正体は村人を騙し雪華村を支配しようとしていた悪人で、夜には仮面の殺人鬼「怒雷拳士」となって計画の障害となる者を殺害していた。一時はラーメンマンも彼に心酔していたが、怒雷拳士との戦いで偶然素顔を見られてしまう。本性を現した詠春は、真の得意技「人間念怒拳」により一度はラーメンマンを撤退させたが、粘土状になったところに空気を抜く風船の付いた竹筒を突き刺すという対策を編み出され、猛虎百歩拳を受けて敗北する。詠春自身は悪人だったが、利用しようとした「無攻撃拳」の精神はラーメンマンもその正しさを認め、村人に日々の生活の中で実施し、修行していくよう説いた。
怒雷拳士（）
詠春が邪魔者を始末する際の姿。指でつまんで体組織を変質させたところへ特殊なエア（空気）を送り込み、相手の肉体を粘土状に変えてしまう「人間念怒拳（にんげんねんどけん）」、そして棒部分が竜巻になっている「竜巻ヌンチャク」を作り出してのヌンチャク攻撃を得意技としている。
双鞭拳鎌斬（そうびんけん・レンザン）
御前試合で韓国代表として参加した拳士。カマキリを模した衣装に身を包み、両手首に装備した鎌で相手を切り刻む「双鞭蟷螂拳（そうびんとうろうけん）」を使う。トーナメント一回戦で蛾蛇虫と相打ちになった。
水芸拳竹鵬（すいげいけん・チクホウ）
口に含んだ水をキセルに通して様々な武器に変える「水芸拳（すいげいけん）」の使い手。御前試合の予選でラーメンマンと戦う。水で作った剣を操る「水剣乱射（すいけんらんしゃ）」や、水の小槌で相手を地面に打ち付けて窒息させる「乱打水小槌釘打ち（らんだみずこづちくぎうち）」でラーメンマンをあと一歩まで追い詰め、また念仏男をしてそう言わしめる実力者だが、シューマイの応援で復活したラーメンマンに命奪崩壊拳を叩き込まれて倒される。
摔角（りっかく）
御前試合予選のバトルロイヤルに参加した拳士。頭に付いた一本角が特徴で、双刃の剣「豹食刃（ひょうしょくじん）」の使い手。懢蝱と対戦するも相手にならず、斬人饠血刀で瞬殺される。
酸辣（スーラー）
読みきりで登場したラーメンマンの弟弟子で、叉焼男の弟弟子にもあたる。粗暴な性格から、陳老師に破門されグレたところ、戦えない体となった叉焼男が、ラーメンマン復讐のため弟子とする。

### その他登場人物
ソーメンマン
声 - 小川真司
ラーメンマンの父。村を襲う毒蛇党を倒そうと立ち上がるが、蛇六と蛇九による「秘技・幻惑夢壁」によって殺される。アニメでは毒蛇三兄弟に対して原作に比べると善戦していたが、やはり力及ばず敗れて死亡する。
ラーメンマンの母親の名は「ソーニャ」、祖父は「ニュウメン」、祖母は「ローニャ」、叔父は「ヒヤムギ」。
タンメン
声 - 坂本千夏
武狼帝に支配された村の、眉毛が繋がった子供。父を殺害され、ラーメンマンに父の仇を討つように懇願。ラーメンマンは悩みから本領発揮できず敗北するが、「川に落とした」というシューマイの声を聞いた彼は、極意書を回収。武狼帝に見つかって負傷させられながらも、肉まんに隠して極意書をラーメンマンに届け、望みを託す。アニメでは父は殺害されず、ラーメンマンに食料を届けている。
ハルマキ
声 - 西村知道
妻を砲岩に殺され、敵討ちの機会を狙う男。辮髪の後姿が似ていたせいで砲岩と間違えてラーメンマンを斬り付けたことがある。料理の腕はプロ級。砲岩の散弾流星脚の前に返り討ちとなるが、死の前にラーメンマンに息子のギョーザを託し、自分の遺志を継がせる。
料理の腕はプロ並であり、アニメでは大規模な料亭の主でもある凄腕料理人だったが、砲岩たちに妻と従業員を殺され店を失っている。
ギョーザ
声 - 神代智恵
ハルマキの息子。殺された父ハルマキに代わって砲岩の打倒を誓う。登場時は鼻水を垂らしており、泣き虫で頼りない様子だったが、厳しいラーメンマンの特訓を耐えぬいて大きく成長する。最後は砲岩の散弾流星脚の破片の1つを「散弾流星返し（さんだんりゅうせいがえし）」で蹴り返し、敵討ちを遂げた。
その後、近くを通りかかった優しいおばさんに拾われた。アニメではその際、将来父のような料理人になると誓っている。
比丹（）
声 - 大塚芳忠
黒色魔王によって闇に閉ざされた村の青年。見た目はやや不気味だが、笑顔は明るい。当初はラーメンマンに極意書を狙っていると疑われていたが、後に麗羅がシューマイを助けたことで誤解が解け和解する。
アニメでは劇場版で登場。原作と容姿が全く異なり、美青年に描かれている。ラーメンマンを庇って黒色術を喰らいミイラ化するも、黒色魔王が倒れると元に戻った。
麗羅（）
声 - 鶴ひろみ
比丹の妹。優しい性格で、黒色魔王に狙われたシューマイをかくまう。アニメでは兄と同じく、劇場版で登場。
龍尾（）
声 - 稲葉実
過去、高熱を出し倒れたラーメンマンを看病した武術者。武術の教師として召し抱えられる約束で王のもとに付いていたが、肉体競技場の一部にされてしまう。アニメでは「龍烈拳（りゅうれつけん）」の使い手となっている。王と暗奴隷が倒されると競技場から開放され、娘との再会を果たす。
愛鈴（）
声 - 三浦雅子
龍尾の娘。行方不明となった父・龍尾の捜索をラーメンマンに依頼する。原作では、生きた父親との再会は叶わなかった。
アニメ版では肉体競技場のある塔の一室に閉じ込められ、玉王に「ラーメンマンに依頼の手紙を届ければ父に会わせる」と言われたためその通りにする。後に肉体競技場にやって来たラーメンマンたちに音を使う龍烈拳の伝達手段「龍の語り部（りゅうのかたりべ）」で危機を伝えた。
ロッキー・クレイ
王主催の武術トーナメント出場選手。米国のヘビー級ボクサー。決勝トーナメント1回戦でチューチャイに敗れる。
カブキマン
王主催の武術トーナメント出場選手。日本のプロレスラーで、毒霧の使い手。決勝トーナメント1回戦でラーメンマンと戦うが、頭骨錐揉脚により敗れる。アニメでは名前は登場せず、毒霧ではなく火を噴く。
魔狴蘿甦・覇颶鑼（）
声 - 佐藤正治
土偶人にさらわれた拳士の1人で、中国布包拳（ボクシング）王者（アニメではボクシングに似た布包拳〈ふほうけん〉）。強烈なアッパーで相手を打ち上げ、落下してきたところへ止めの顔面ストレートを打つ「天安門破裂拳（てんあんもんはれつけん）」を使う。玉王に洗脳されてラーメンマンと戦うが、頭骨錐揉脚によって敗北する。
毒蠍拳斬馬（）
声 - 稲葉実
土偶人にさらわれた拳士の1人。剣を相手に突き出す「順水推舟剣（じゅんすいすいしゅうけん）」、相手が剣を振り上げたところへ飛び乗り、体重をかけて斬る「体圧毒蠍剣（たいあつどくかつけん）」を使う。玉王に洗脳されてラーメンマンと戦うが、肩当てによって体圧毒蠍剣が不発に終わり、命奪崩壊拳（アニメでは打穴三点崩し）によって敗北する。
魔宇威山（）
土偶人にさらわれた拳士の1人。怪力を誇る力士（アニメでは相撲に似た格闘技の名人）で、河北省にて活躍していた。玉王に洗脳されてラーメンマンと戦うが、頭突きとバックドロップ（アニメでは命奪崩壊拳）を喰らい敗北。戦った3人の中では唯一の生死不明。アニメでは張り手の連打「巨岩砕き」を使用する。
括殺自在拳ジャッキー・李（）
声 - 島田敏
拳法の腕では中国全土に知られる実力者。ラーメンマンへの刺客とするために玉王に狙われたが、催眠術のかかりが浅かったため、危ういところで脱出してラーメンマンに危機を伝えた（アニメではその後、拉麵男打倒養成所に向かうラーメンマンに同行している）。脱出の際に玉王一味に襲われて負傷していたが、その後傷を癒してからは三悪人・黒龍の分身を捕獲したり、芙蓉蟹の回で日中対抗武術大会（アニメではシルクロード武術大会）の全中国代表になったりと活躍する。チューチャイと同じく、ラーメンマンの仲間としては珍しく登場時からの味方である。
占い師
声 - 北村弘一
大道の占い師。金龍との戦いを控えたラーメンマンに、「昇龍占星術」により生死を暗示する。アニメでは中国一と評判の占い師であり、「新宿の父」を名乗る。
鴉群拳法春雨（）
声 - 沢木郁也
かつて西に陳宗明の超人拳法、東に青椒肉絲の鴉群拳法といわれた中国2大拳法の一つ、鴉群拳法・青椒肉絲の息子。アニメ版では青椒春雨（チンジャオ ハルサメ）と名乗る。玉王と影によって父を殺されるが、極意が書かれた掛け軸を持って逃亡し、掛け軸を納めるためにラーメンマンと共に蒼鴉霊山（そうあれいざん）頂上にある鴉群拳法のかくし道場を目指す。正義の武道家だが最初はラーメンマンを信用しておらず高圧的な態度をとっていたが、今まで殺した相手との戦いで受けた傷を治療せず、その痛みを背負って戦うラーメンマンに感服し心を入れ替える。玉王との戦いの中で母親や傅役も殺されている（アニメでは母親は生還している）。原作ではその後地禁門三悪人編の十字剣黒龍戦にも登場し、黒龍の分身の1人を捕獲した（アニメでは蛮暴狼がこの役回りを担う）。
大僧侶（文庫版では大僧正）
超人拳法総本山を治める老人。地禁門が開かれた直後に黒龍に入れ替わられ、地禁門に閉じ込められてしまう。その後、ラーメンマンが地禁門を訪れたときにミイラとなって発見された。
芙蓉蟹編では、第66代で名前は「王元甲（ワンゲンコウ）」となっていた。
アニメでは陳老師の留守を預かる大僧侶として登場。三悪人が地禁門から飛び出した後、ケガで治療中だったところを山奥の温泉場から駆けつけたが黒龍に入れ替わられ、大僧侶が使っていた温泉場は立ち入り禁止にされ、黒龍神殿に変えられる。
ビーフン
声 - 山本圭子
金龍が襲った村の学校にいた、眉毛のつながった少年。隣の席の女子の顔に筆でいたずら書きをしていた。金獅子党の襲撃時に爆弾を投げて勇敢に立ち向かうが、力及ばず捕らえられてしまう。その後、ラーメンマンが金龍を倒したことによって無事救出された。
イーハン
声 - 徳丸完
名前はアニメより。少林寺の師範代。技は「三位一体脚」。金龍が倒された後、修行僧を集めて残り二悪人の捜索隊を結成するが、現れた白龍により殺され、修行僧たちは武器男に改造される。
堅強（）
声 - 土師孝也
集童村のリーダー的存在の青年。毎年行われる集鬼村との竜の顎を巡る武術大会で連続勝利していたが、集鬼村が雇った不知火為右ェ門に殺される。アニメではケガで済んでおり、為右ェ門と戦うラーメンマンの手助けをする。
チャーハン
声 - 野沢雅子
集童村の子供たちのまとめ役の少年。兄と慕う堅強が殺された後、集鬼村に虐げられる自分たちを助けてほしいとラーメンマンに頼み一度は断られる。その後なかなか動かないことで仲間の春蘭に罵倒され、彼女たちが捕まった際は1人で逃げ出してしまうが、仲間を助けるために戻ってきて命を張ったことでラーメンマンに認められ、助けられる。アニメでは性格が悪くなっており、大会で敗れた堅強に悪態をついていた。
春蘭
集童村の少女。堅強が殺された後、集鬼村に虐げられる自分たちを助けてほしいとラーメンマンに頼み一度は断られる。その後なかなか動かないことで仲間のチャーハンを罵倒。明たちに捕まって拷問にかけられ、チャーハンに助けを求めるが、そこに現れた彼を見て、嬉し涙を流した。
リンピョウ
声 - 難波圭一
毒蠍党に所属する子供の一人にして指揮者の少年。悪徳商人に借金をしたことが原因で家が貧しくなり、それを苦に両親が自殺。弟のヤンピョウと共に毒蠍党に入った。後にラーメンマンの助けで毒蠍党の真実を知って改心し、ラーメンマンを襲う蜈喪羅と刺し違え、重傷を負う。最期は「悪事を働くと天罰が下る」と子供たちに言い残して死亡。
アニメではマーボーに拾われて養子となった過去があり、厳しい稽古に耐えかねて家出していた。原作と異なりラーメンマンの活躍によって助かり、マーボーとの再会を果たした。
ヤンピョウ
リンピョウの弟で、同じく毒蠍党の一員。ドジで間抜けな所があるが、憎めない少年。記憶喪失に陥ったラーメンマンに同行し、毒蠍党の真実を知ることとなる。毒蠍党壊滅後はリンピョウの遺志を継ぎ、子供たちと共に楽園を築くことを決意する。アニメでは登場しない。
モンゴル・タイガー
伝説の格闘家。虎翔道場の創立者で、黄金のヌンチャクを持ち、道場の危機に駆けつけると言われる。ラーメンマンは彼に敗れたという噂を自ら流して身を隠し、ヌンチャクの修行を行った後、モンゴル・タイガーに扮してマグナムに追い詰められる恩人のカーターを救った。作者いわく名前と登場させたきっかけの由来は、『キン肉マン』においてラーメンマンが変装していたモンゴルマンからとのこと。
アニメでは、ラーメンマンを破ったモンゴル・タイガーは陳老師の変装。
嘉錏埵錏（カーター）じいさん
声 - 大木民夫
千年もの歴史を誇る虎翔道場（こしょうどうじょう）の責任者。飛紅門（ピグモン）族という種族。齢99歳にして優れた拳法の腕前と血気盛んさを持つ。借金を返すため（アニメでは地上げの危機から道場を救うため）大会に出場。決勝戦でマグナムに追い詰められるが、モンゴル・タイガーに扮したラーメンマンに救われる。実は、昔道場を訪れた陳老師と幼少のラーメンマンに暖を取らせるために、大切な道場の看板を燃やして火をおこした、ラーメンマンの恩人。
チェン
声 - 橋本晃一
カーターの弟子の1人。
リュウ
声 - 平野正人
カーターの弟子の1人。虎翔道場に現れたマグナムに人体頭破を喰らい死亡。アニメでは容姿が異なる。
月餅（）
声 - 石森達幸
「月餅道場（げっぺいどうじょう）」の主人にしてクローン研究の権威。20数年前、かつて起こった道場の乱立とそれに伴う道場間での有力な拳士の引き抜きが行われた際、その煽りを受けて運営の危機に陥った自らの道場のコーチとして使う目的でクローン拳士を作った人物。「クローン拳士の反乱」事件の際に逃亡した、完全無欠のパワーを持つ29号を探し出し、自らの手で殺すべく旅をしていた。罠を仕掛けてラーメンマンを試し、ラーメンマンが29号だと確信する。超人拳法総本山の墓あばきの犯人として最後までラーメンマンを疑い続けたが、ラーメンマンが地禁門に閉じ込められた後、墓から盗まれた死体がクローン拳士となって総本山を襲ったことで、ラーメンマンが少なくとも墓あばきの犯人でないことを認める。
ラーメンマンに倒された雲龍の話から、彼も29号ではなく、29号と同型のクローン拳士であることが判明するが、雲龍に「成長した29号が自分のような悪になっているとは限らない。その力を世のため人のために使っているかもしれないぞ」と言われる。
アニメ版では不老不死の研究にも携わっていたことが語られていた。また、ラーメンマンに見せた家系図は29号を探す旅に疲れ、ラーメンマンの強さを見込んで29号と信じ込ませようとするために自身が偽装したものとなっており、雲龍（29号）に用済みのラーメンマンを倒せと指示するなど、かなり悪役チックに。最期はラーメンマンに敗れた雲龍を道連れに崖から身を投げる。
トーフ
声 - 向殿あさみ
名前はアニメより。飲茶村に住む、番傘三兄弟に息子を人質に取られた女性。気が動転しており、シューマイを息子と誤認していた。ラーメンマンは彼女に母の面影を感じていた。アニメでは鉄観音に洗脳され、ラーメンマンを襲う子供たちを正気に戻すきっかけとなっていた。
布蘭（）
声 - 上村典子
ラーメンマンと玉王に拳魂復活の術を教えた霊媒師。拳魂復活の術に加え、幻術をも使える。少々へそ曲がりな所がある。
アニメでは拳聖五歌仙と暗器五点星の戦いの際、キョンピーと共に実況・中継を行った。
竜神（）
声 - 田中康郎
100年に一度竜神沼に現れて、超人拳法総本山の者に死者を甦らせる生命の石を授けるという竜神。
羽薔薇（）
声 - 本多知恵子
暗器五点星の1人・強力掌金剛の恋人。幽霊となっても金剛を愛し続け、ラーメンマンに敗れた金剛とともに成仏した。顔も声も、金剛が思わず間違えるほど、今の拉娘にそっくりだったらしい。
ビーフン
元札付きの不良少年。雲南省・病除村（びょうよけそん）にある子供だけで門下生が構成された道場の一番弟子で、チビ呼ばわりを嫌う。得意技は相手の攻撃を両足で挟み込んで防ぐ「捕獲地獄挟み（ほかくじごくばさみ）」・相手の顔面に強烈な正拳を叩き込む「抱虎帰山拳（ほうこきざんけん）」。最初は真面目に修行していたが、シューマイと戦い勝利してからは慢心して再び不良に戻ってしまった。その後、シューマイとの再戦で敗れた。上記のビーフンとは別人。
呂烙餅（ロ・ラオピン）
声 - 江森浩子
現・中国皇帝。皇帝の父が急死したため、幼いながらも皇帝に即位する。まだ幼いがしっかりした考えを持ち、臣下の忠誠心も厚い。アニメではカーターとマグナムが参加した武術トーナメントを主催していた他、シルクロード武術大会に参加した拳士たちと顔を合わせたり、拳聖五歌仙と暗器五点星の生命の石争奪戦を観戦したりしていた。
呂焼餅（ロ・シャオピン）
烙餅の父で、先代の中国皇帝。かつて前回の拳法御前試合で優勝したラーメンマンに優勝メダルを授けたことがある。ある時、食事中に脳梗塞で崩御した。

### アニメ版オリジナルキャラクター
キョンピー
声 - 田の中勇
キョンシーそっくりな人物。語尾に「〜だよーん」と付け、主にあらすじの解説を行う。屋台のラーメン屋を営んでおり、ラーメンマン一行の行く先々で登場する。回によっては肉体闘技場にて拳士のブロマイドを売っていたり、番傘三兄弟を護送する役人や農夫などの役を担当していたりする。後に原作でもレポーターとして登場した。昔のシーンに登場するような、神出鬼没さも。
メンマ
声 - 渡辺菜生子
かつて毒蛇党に両親を殺されたシューマイを引き取り、育てていた女性。両親は村を襲う毒蛇党に挑んだものの、返り討ちに遭い殺されている。村に手を出さない代わりに人質になれと脅され、そのとおりにしようとしていた。
再来した毒蛇党をラーメンマンが倒した後、シューマイを彼に預ける。ラーメンマンに好意を抱いた様子で、ラーメンマンも赤面するシーンがあったが、結ばれることはなかった。ラーメンマン曰く、年齢は拉娘と同じくらいらしい。上記のメンマ（アニメではコン）とは別人。
ウズラ
声 - 堀江美都子
蛾蛇虫の妹。己の実力を試さんとし、後にはラーメンマンへの復讐に固執する兄の身を案じており、蛾蛇虫がラーメンマンに敗れると兄の命を助けるように嘆願した。
ナルト
声 - 柴田由美子
叉焼男が襲った村の少女。叉焼男によって両親を石にされていた。人石封鎖に巻き込まれ、ラーメンマンに助けられるが、一緒に巻き込まれたシューマイには手が回らなかったため、シューマイが拉致される一因になってしまった。叉焼男が倒された後は、シューマイとの別れを惜しんでいた。
他の村人たちは痛めつけられたり殺されたりしたが、叉焼男が闘龍極意書の半分を手に入れてからは「人石封鎖」で石化させられるが、ナルトの両親ともども、ラーメンマンの「人石封鎖破り」により、元に戻る。
マーボー
声 - 杉山佳寿子
旅芸人一座「マーボー一座」の座長で、捨てられていたラーニャとタケノコを拾って育てた女性。2人を実の子のように愛し、また2人からも母として慕われている。後にリンピョウの養母であることが判明しており、ラーメンマンの助けにより無事再会を果たす。
タケノコ
声 - 富沢美智恵
マーボー一座の芸人。ラーニャよりも年上で「タケノコ姉さん」と呼ばれている。ラーニャ同様に兄を探しており、後にその兄が筋肉拳蛮暴狼と判明。こちらの兄妹は互いに名乗り合っている。ラーニャと一緒に武術大会を観戦することが多い。
銀鬼（ぎんき）
将棋七鬼衆の四番手。額に「銀」の文字を持つ、青い髪の男。相手に飛び掛かって踏みつける「銀雪崩（ぎんなだれ）」を得意とする。
槍鬼（そうき）、刀鬼（とうき）、棒鬼（ぼうき）
声 - 堀之紀（槍鬼）、戸谷公次（刀鬼）
叉焼男と共に劇場版に登場した黒色魔王配下の4人組・四天王を構成する3人の拳士たち。メンバーは槍を武器とする槍鬼・刀が武器の刀鬼・棒術使いの棒鬼。一度は又焼男と共にラーメンマンをも破る実力者揃いだが、ラーメンマンに加勢した蛾蛇虫・砲岩・蛮暴狼により全員が倒された。

## 超人一〇二芸（ちょうじんひゃくにげい）
超人一〇二芸とは超人拳法の極意である「闘龍極意書」に書かれている拳法の技である。書かれている技は、代々の継承者が1つずつ技を編み出し、極意書に刻まれたもの。逆に言えば新しい技を開発しない限り免許皆伝とは認められず、そのことについてはラーメンマンに対しても自分で気付くまでは秘密とされていた。ラーメンマンが「機矢滅留・苦落血」（キャメルクラッチ）を生み出したため、正確には超人一〇三芸である。なお、超人一〇二芸の中でナンバーが判明しているのは、頭骨錐揉脚（その一）百戦百勝脚（その八）命奪崩壊拳（その七十二）烈火太陽脚（その八十二）の4つ。「闘龍極意書」の伝承者でなくても超人拳法の修行を受けた者は使用できるようである。全体的な特徴としては蹴り技が多い。また拳法ではあるが、妖術の類に入る技も含まれている。攻撃用の技の大半は決まればほぼ一撃で相手を倒せるが、身体が技に適応しきれない場合は技を外すと全エネルギーが空気抵抗となって使用者に跳ね返る、いわば諸刃の剣である。

### 技一覧
一〇二芸のひとつと明言されていない技も多い。

#### 蹴り・足技系
大車輪蹴り（だいしゃりんげり）
相手に飛びかかり、複数の相手を回し蹴りのような蹴りで襲う。一度に複数の相手にダメージを与える蹴り技。毒蛇党の毒蛇三兄弟への先制攻撃として使用した。
飛翔左右脚（ひしょうさゆうきゃく）
前方から来る2人の敵に対して、1発ずつ蹴りを浴びせる。肉体闘技場編の乱戦で、2人を倒す際に使用。
飛燕旋風脚（ひえんせんぷうきゃく）
回し蹴り。ザコの一掃やつなぎ技として使われた。
烈火太陽脚（れっかたいようきゃく）
蹴り技の中ではよく使われる。黒色魔王、暗奴隷との戦いで決め技として使用。
落陽紅脚（らくようくれないきゃく）
土偶人、拉麵男・鬼鑼悪への決め技として使用。シューマイが唯一知らなかった技。
頭骨錐揉脚（ずこつきりもみきゃく）
頭部に錐揉みキックを直撃させる技。倒れている相手に使う。錐揉み回転せずそのまま踏みつけるパターンもあり、そちらは「頭骨粉砕脚」（ずこつふんさいきゃく）という。
百戦百勝脚（ひゃくせんひゃくしょうきゃく）
百回使えば百回成功するという命中率の高い技。金龍も使う。片足蹴りのパターンと、両足蹴りのパターンがあり、一部書籍では「相手の隙を見抜き、それに応じた蹴りを出すのが技の本質なのだろう」とされている。アニメ版では乱れ打ちで使用することもあり、不知火為右ェ門戦や蜈喪鑼戦での決め技としても使用された。
後方風車（こうほうふうしゃ）
空中で一回転し、後方に両足蹴りを繰り出す技。蛇五への決め技として使用。
背面風車（はいめんふうしゃ）
背後にいる相手の顔面に片足蹴りを喰らわせる技。シューマイが1度使った。
背面虎尾脚（はいめんこびきゃく）
背後にいる相手を蹴りで貫く。
回転龍尾脚（かいてんりゅうびきゃく）
空中で数回転する蹴り技。シューマイも使える。
心突釘裂脚（しんとつくぎさききゃく）
将棋七鬼衆戦で使用。玉王の鎖帷子を攻略するため、尖ったクツを履いて突き刺すように飛び蹴りを撃つ。番傘拳鉄観音を倒す時にも使用した。バリエーション（というほどでもないが）に、芙蓉蟹を倒した際に岩ごと貫いた「心突岩砕脚（しんとつがんさいきゃく）」がある。
三位一体脚（さんみいったいきゃく）
不死身胴白龍と交戦した少林寺の師範代と門下生2名が使用。3人同時に蹴りを放つ。
下身斧刃脚（かしんふじんきゃく）
回し蹴りの要領で相手に強烈なローキックを喰らわせる。正面の相手の顔面を狙う前方斧刃脚もあり、犬操の部下2人を倒した。
潜水飛魚脚（せんすいとびうおきゃく）
相手の足の間をくぐって後ろに回りこみ、その姿勢のまま飛び上がって相手の後頭部に両足蹴りを食らわせる。強力掌金剛との戦いで使用。
双鶴啄身脚（そうかくついばみきゃく）
上空から飛びかかり、両膝蹴りを食らわせる技。暗器五点星編で強力掌金剛に対し、翔空双鶴拳→双鶴逆襲から、さらに連続技として使用した。
頭骨岩砕脚（ずこつがんさいきゃく）
似た名称の錐揉脚とは違い、横方向の飛び蹴り。跳竜に対してヒットさせるが、（名前とは裏腹に）肉体岩石には通用しなかった。
金鶏飛び膝脚（きんけいとびひざきゃく）
岩の鎧を纏った跳竜に対して使った飛び膝蹴り。
背眼左右封捶（はいがんさゆうふうすい）
背後の左右にいる相手に、後ろを見ずに股割りのような形で蹴りを食らわせる。2人を同時に倒せるのが特徴。カーターじいさんが「我が虎翔道場の達人達の中でも使い手は〜」と言っていることから、超人拳法ではなく虎翔道場の奥義の可能性がある。
原作ではモンゴル・タイガーに扮して放ったのが唯一だが、アニメでは、白龍再挑戦の話でも、ザコに対して使用している。
豹食鋏脚（ひょうしょくはさみきゃく）
空中に飛び上がり、相手の頭を両足で挟み込む。
胡座螺子切り脚（あぐらねじきりきゃく）
胡坐をかいたような体制で跳躍し、相手の足を捕らえて体を捻りあげる。
芋蔓引抜脚（いもづるひきぬききゃく）
天上に付いた照明を足で引き抜き、相手に投げつける。陳老師の得意技。
天空直烈波（てんくうちょくれっぱ）
アニメオリジナル技。相手に強烈な飛び蹴りを喰らわせる。（同時に肘打ちも食らわせている様子）犬操に対して使用。

#### 蹴り以外の打撃・体術系
百歩神拳（ひゃっぽしんけん）
念力によって、最大で百歩先まで離れた場所にいる敵を攻撃し、切断する技。高い集中力が必要不可欠。毒蛇党蛇六・蛇九への決め技として使用。以降、五獣百歩拳の登場までは出番が多かった。アニメ版では相手の体の一部ないし全身を打ち抜くこともある。
命奪崩壊拳（めいだつほうかいけん）
敵の肉体を貫通する手刀突き。急所から相手のエネルギーを吸い取ることで死に至らしめることも可能。代表的な決め技の一つ。叉焼男への決め技として初めて使用。バリエーションに「命奪刺葉拳（めいだつしようけん）」（筋肉拳蛮暴狼を倒した技）がある。アニメでは命奪崩壊剣と変更された。
肉削飛爪（にくさくひしょう）
手刀で敵の肉体を切り裂く技。叉焼男が肉体競技場予選の乱戦でザコを倒す際に使用。
打穴三点崩し（だけつさんてんくずし）
敵の弱点のツボ三つを突く技。蛾蛇虫、斬馬（アニメ版のみ）、白龍（再戦）への決め技として使用。白龍に使った際は鎧を着ていたこともあり、正拳でしていた。バリエーションに「打穴一点崩し（だけついってんくずし）」がある。金龍はデモンストレーション的に、酒瓶をこの技（しかも小指）で破壊して見せた。
暗器五点星の金剛との試合中、幻覚の中で使用した時は「悪夢滅却〜」だった。
アニメ版では乱れ打ちで行うこともある。また、モンゴル・タイガーに扮した際、黄金のヌンチャクを使用した「タイガー三点崩し」を披露した。
水面両断拳（すいめんりょうだんけん）
手刀を放つ（アニメでは水中で体を縦回転させる）ことで水面を二つに分かつ。
飛抓返し（ひびょうがえし）
相手の投げた飛び道具を投げ返す。実際のところ、相手の飛抓をキャッチして投げ返すだけなので、技ですらない可能性がある。
順逆自在の法（じゅんぎゃくじざいのほう）
高所から転落中に木の枝などにしがみついて回転し、上空の相手目がけて飛び掛かる。技というより、テクニックか。
飛燕合掌突き（ひえんがっしょうづき）
水平に飛んで突進、相手に両手を合わせて開いた形の突きを食らわせる。暗器五点星編で強力掌金剛に使用したが、全く通用しなかった。
翔空双鶴拳（しょうくうそうかくけん）
空中から両の手刀で敵を襲う。暗器五点星編で強力掌金剛に使用したが、あっさり受け止められた。しかし、手刀を受け止めた相手の両手首をつかんで回転させ、降下して地面に叩きつける「双鶴逆襲（そうかくぎゃくしゅう）」、さらに「双鶴啄身脚（そうかくついばみきゃく）」に繋げた。
千手孔雀拳（せんじゅくじゃくけん）
クジャクの羽の如く腕を何本にも見せながら打撃を与える技。叉焼男の得意技。金龍も使っていた。
破裏拳（ハリケーン）
玉王に寝返った鴉群拳法の男を倒した技。曲げた腕を一気に伸ばし、相手に強烈な正拳突きを叩き込む。
暗器五点星編では、岩の竜巻への突入を止めるために地面を「岩盤破裏拳」で打った。
落木豹牙（らくぼくひょうが）
闘誅拳雲龍戦で使用。相手の投げた飛び道具を掴んで持ち上げ、相手の頭上から叩きつける。即興技の可能性あり。
双龍大八車（そうりゅうだいはちぐるま）
2人の敵を同時に腕・脚で捕らえ、車輪の如く回転し、地面に叩きつける技。
百足大砲拳（むかでたいほうけん）
懢蝱戦で使用。ムカデの足の如くほぼ同時に相手に何発もの突きを当てる。
脱出渦疱慧羅風車（だっしゅつかぽえらふうしゃ）
地面に埋められた体を錐揉み回転させて脱出する技。
拉麵男暴酷（ラーメンマンボム）
相手を逆さに抱えて大きくジャンプし、パワーボムの要領で頭から地面に叩きつける。ガルルーダへの決め技として使用。
機矢滅留・苦落血（キャメル・クラッチ）
腹ばいにした敵の背に乗り、そのまま上半身を掴んで真っ二つに引き裂く技。ラーメンマンが筋具金具・武狼帝との戦いで無意識に編み出し、新しく超人一〇二芸に加えられた一〇三番目の技。悪夢の中でも相手の1人を殺害したが、玉王と芙蓉蟹の部下に対して使用した際およびアニメ版では、背骨を折るまでで、相手の体を真っ二つにまではしなかった。『キン肉マン』におけるラーメンマンの得意技でもある。
天空龍烈拳（てんくうりゅうれつけん）
アニメオリジナル技。空中で両手を合わせ、相手に向かって飛び掛かりつつ突きを繰り出す。
龍巻き降下烈拳（たつまきこうかれっけん）
アニメオリジナル技。体を回転させて相手に突きを叩き込む。

#### 器械系
旋風残雲（せんぷうざんうん）
ヌンチャクを振るった風圧で離れた相手を蹴散らす。
覇王一本杭（はおういっぽんぐい）
龍牙拳魔颶拏謀戦で使用。巨大な杭を持ち、相手の体を貫く。即興技の可能性あり。
闘龍極意槍（とうりゅうごくいやり）
闘誅拳雲龍戦で使用。闘龍極意書を槍状に変形させて相手に投げつける。
胴着竜鳳刀（どうぎりゅうほうとう）
陳老師の得意技。胴着を頭上で回転させ、竹トンボのような形状をした刃付きの武器の武器に変化させる。
陳家心意八合拳・龍鳳竹敦棒（ちんけしんいはちごうけん・りゅうほうたけとんぼう）
陳老師の得意技。胴着竜鳳凰刀で作り出した武器を粘心回転棒（ねんしんかいてんぼう）の先にセットし、竹トンボを飛ばすように相手に飛ばす。

#### 妖術系
百歩神眼（ひゃっぽしんがん）
目から光線を放ち、物体を透視して内部の様子を知る技。
仮死の芸（かしのげい）
自らを一時的に仮死状態にし、地中に潜る。仮死の術（かしのじゅつ）とも。
人石封鎖（じんせきふうさ）
人を石に変える術。叉焼男がラーメンマンを挑発するため、彼が通過するだろう村の住人たちに使った。アニメ版ではラーメンマンの「人石封鎖破り」によって解除されている。
石兵八陣（せきへいはちじん）
対象地域の四隅に石を置き、幻覚で敵を惑わす。炎・風・雨を浴びせたり、奪った闘龍極意書の幻を作って取りに行くように仕向ける、といった使い方が可能。身体中に呪文を書けば防御可だが、この防御術は幻覚の雨により呪文を洗い流されると破られるという弱点がある。
幻夢透視（げんむとうし）
「亜吼羅夢髀硫（アクラムペール）魔吼羅夢髀硫（マクラムペール）飛吼羅夢髀硫（ヒクラムペール）」の呪文を唱えた後、両手から強烈な念波を発射し、相手の頭上に考えていることを映像として浮かび上がらせる。強力掌金剛がラーメンマンに対して使用した技で、直後、相手の頭にさらに念波を送り込んで悪夢を見せる「悪夢注魂指（あくむちゅうこんし）」に繋げた。ラーメンマンも金剛に1度使用した。
雷燕物体移動術（らいえんぶったいいどうじゅつ）
悪天候時に呪文を唱え、武器を雷と共に遠方に送る技。なお、武器は落下の際、文字に変化し、キャッチまたは地面に落ちると、元の武器に戻る。この技で放つ念波が「雷燕物体移動波（らいえんぶったいいどうは）」である。超人一〇二芸の1つとされているが、ラーメンマンは陳老師から聞かされるまで知らなかったようで、拳魂復活の「露天飛天蹉天（ロッテンピッテンサッテン）」の呪文を流用して成功させた。蛾蛇虫にも使用できた。「雷燕物体移動波の術」とも呼ばれる。
逆に、頭の中で念じることで、遠くのものを稲妻に変えて持ってくることも可能で、ラーメンマンは犬操のため、総本山武器庫の武器を引き寄せ、拉麵男鑞暴を組み上げた。
水龍幻覚波（すいりゅうげんかくは）
超人拳法伝承者が極限状態となった時のみ発動することができるとされる、いわば最終奥義。水辺で体を液体状に変化させることで、水の中に溶け込んで相手から逃れ、水龍となって相手に喰らいつくか、相手を締め上げてから元の姿に戻って関節技を極める。陳老師もかつて使用したことがある。
昇龍閃光拳（しょうりゅうせんこうけん）
アニメオリジナル技。気で作り出した巨大な龍の上に乗り、龍から放つ激しい閃光で周囲を照らす。劇場版にて使用。
鳳凰万手拳（ほうおうまんじゅけん）
アニメオリジナル技。気で鳳凰を背後に生成し、連続で繰り出す突きに合わせて鳳凰から無数の気の刃を飛ばす。劇場版にて叉焼男が使用。
転移の術（てんいのじゅつ）
アニメオリジナル技。自身や他者を他の場所に転送する。劇場版にて陳老師が使用。

### 頂上拳（ちょうじょうけん）
超人一〇二芸の最上レベルの技。これを会得した者は神にも悪魔にもなると言われるほどのため、人格が適正でない者には取得させなかったが、地禁門三悪人の件以来、会得を禁止していた。三悪人以降で会得を許されたのはラーメンマンのみ。

#### 技一覧
五獣百歩拳（ごじゅうひゃっぽけん）
超人拳法頂上拳第一の奥義。百歩神拳の強化版で、念力を猛獣の姿に変えて放ち、相手を攻撃する。「獅子」・「虎」・「龍」・「蛇」・「鶴」の五獣を念力によって作り出す。その念が強ければ、実際にその獣に襲われたのと同等のダメージを与えることができる。三悪人の金龍も使用。また、白龍は自作の鋼鉄の左腕から放っている。ラーメンマンは両手刀から2匹同時に放ち、1匹を踏み台にしてもう1匹を高くジャンプさせる（地禁門三悪人編・黒龍戦より）など自在に操ったり、出した虎を再び腕に戻す（暗器五点星編・VS護夢拳跳竜より）ことも可能。
以下は五獣百歩拳のバリエーション。
猛虎百歩拳（もうこひゃっぽけん）
手刀から虎を放つ技。頂上拳を極めた後のラーメンマンが最も多用した技であり、応用技も多彩に存在する。ラーメンマンの作り出した虎の念は、最終的には自己の意思を持つまでに至った。
双星猛虎拳（そうせいもうこけん）
両手から虎を放つ技。金獅子拳金龍・十字剣黒龍への決め技として使用した。1匹ずつ連続して放つ（つまりは連発）パターンと、2匹を同時に出すパターンがある。金龍の時は前者、黒龍の時は後者のパターンだった。しかし、ラーメンマンの念力をもってしても、1回で2匹出すのが限界らしい。
アニメでは、金龍戦の時点では完全に会得しておらず、筋肉や内臓がボロボロになる怖れがあるからと、老師に止められていた。
天空翔虎脚（てんくうしょうこきゃく）
脚から虎を放つ。主に両腕が使えない時に使用する。上空から地上へ、あるいはその逆もできる。毒蠍党首・咀怒謀への決め技として使用した。
協力猛虎拳（きょうりょくもうこけん）
ムンタの強力な念力を同調させることによって強化した巨大虎を放つ合体技。この技で不死身胴白龍を倒した。
白虎紅鷹拳（びゃっこべにだかけん）
蛾蛇虫の紅千里鷹との合体技。凶毒千里鷹と組み合わせるとさらに凶暴化・パワーアップする。
金獅子百歩拳（きんじしひゃっぽけん）
金獅子拳金龍の必殺技。右手から金の獅子を出す。
鋼鉄猛虎拳（こうてつもうこけん）
不死身胴白龍の技。ラーメンマンの腕と全く同じ能力の鋼鉄の腕を作り、その腕から鋼鉄の虎を放つ。猛虎百歩拳の虎から噴き出した血で目潰しを喰らい、怯んだ隙を突かれ虎に噛み砕かれた。
凶虎百歩拳（きょうこひゃっぽけん）
拉麵男・懢蝱の技で、猛虎百歩拳の模倣。懢蝱はラーメンマンのクローンなので、五獣百歩拳を使える。
武器男製造術（ブギーマンせいぞうじゅつ）
超人拳法頂上拳第二の奥義。武器男（ブギーマン）の製造法で、白龍に悪用された。
断頭瓶（だんとうがめ）
白龍の武器で、口に刃を付けた鎖付きの瓶を相手にかぶせて引っ張ることで、相手の首を切断する技。1度は双星猛虎拳をも破ったが、協力猛虎拳に敗れる。なお、断頭瓶は修行僧が「頂上芸」と呼んだものの、超人拳法頂上拳の奥義ではなく、白龍独自の技である。
五体散歩術（ごたいさんぽじゅつ）
五体の人形を自分の分身とする、黒龍の得意技。通常はただの人形だが、使用時には等身大になる。本体ほどではないが、戦闘力も高い。ラーメンマンや蛾蛇虫らに捕らえさせて地禁門に閉じ込めさせ、「黒龍が捕まった」と思わせて総本山の修行僧たちや民衆を安心・油断させるために使用。
封印十字剣（ふういんじゅうじけん）
超人拳法頂上拳第三の奥義。相手を十字架に封印する技。封印されても生きていて呼吸もできるが、精神は完全に死んでしまい、いわば仮死状態になる。一度は黒龍がこの技でラーメンマンを初めとする少林寺の師範代たちを捕らえる。だが、助けに来た蛾蛇虫たちの友情を感じ取ったラーメンマンの涙に破られた。また、アニメ版では黒龍が倒されるとラーメンマン以外の師範代たちも解放された。

## 製作背景
本作が企画された背景には、当時本格的な中国拳法の漫画がなかったこと、作者であるゆでたまごが『燃えよドラゴン』などブルース・リーの映画を好んでいたことがあった。そこで、漫画『キン肉マン』に登場するキャラクターの中で読者人気の高かったラーメンマンに少林寺拳法をミックスさせた形で描くこととなった。『闘将!!拉麵男』は『キン肉マン』とは異なる世界観のため、混乱しないように『キン肉マン』ではラーメンマンをあまり登場させないようにし、代わりにモンゴルマンを登場させることとなった。
『キン肉マン』との2本同時連載であったため、執筆中はほとんど家には帰れず、ゆでたまごの2人は、コンタロウや江口寿史も常連になっていた「伝説の執筆室」にこもりっきりで執筆をしていた。
作中に登場する格言については、作者が好んでいたテレビドラマ『必殺シリーズ』（1972年 - 、TBS系列、テレビ朝日系列）から影響を受けたものとなっている。
また、作者が香港に取材に行った際に、ジャッキー・チェンから本作を実写映画化するという話を持ちかけられたが実現しなかった。
本作が未完に終わっていることに対し、作者は続きを描く意欲と、ラーメンマンの少年時代をもっと描きたいとの意欲を語っている。

## 書誌情報

### ジャンプ・コミックス
1. 1983年8月15日、ISBN 978-4-08-851581-6
2. 1984年1月15日、ISBN 978-4-08-851582-3
3. 1984年7月15日、ISBN 978-4-08-851583-0
4. 1985年1月15日、ISBN 978-4-08-851584-7
5. 1985年11月15日、ISBN 978-4-08-851585-4
6. 1987年3月15日、ISBN 978-4-08-851586-1
7. 1987年12月9日、ISBN 978-4-08-851587-8
8. 1988年3月15日、ISBN 978-4-08-851588-5
9. 1988年8月15日、ISBN 978-4-08-851589-2
10. 1989年1月15日、ISBN 978-4-08-851590-8
11. 1989年3月15日、ISBN 978-4-08-851558-8
12. 1989年4月15日、ISBN 978-4-08-851559-5

### ジャンプ・コミックス・セレクション
発行: ホーム社。
1. 1998年10月、ISBN 978-4-8342-1601-1
2. 1998年11月、ISBN 978-4-8342-1602-8
3. 1998年12月、ISBN 978-4-8342-1603-5
4. 1999年1月、ISBN 978-4-8342-1604-2
5. 1999年2月、ISBN 978-4-8342-1605-9
6. 1999年3月、ISBN 978-4-8342-1606-6
7. 1999年4月、ISBN 978-4-8342-1607-3
8. 1999年5月、ISBN 978-4-8342-1608-0
9. 1999年6月、ISBN 978-4-8342-1609-7

### 集英社文庫
1. 2002年1月、ISBN 978-4-08-617772-6
2. 2002年1月、ISBN 978-4-08-617773-3
3. 2002年3月、ISBN 978-4-08-617774-0
4. 2002年3月、ISBN 978-4-08-617775-7
5. 2002年4月、ISBN 978-4-08-617776-4
6. 2002年4月、ISBN 978-4-08-617777-1
7. 2002年5月、ISBN 978-4-08-617778-8
8. 2002年5月、ISBN 978-4-08-617779-5

## アニメ

### テレビアニメ
1988年1月10日から9月11日まで、毎週日曜日10:30 - 11:00に日本テレビ系列で放送された。全35話。ナレーターは永井一郎が担当。第27話からは「拳聖五歌仙シリーズ」と銘打たれている。原作1話から拳聖五歌仙シリーズまで放送され、ラスト2話は総集編となっている。2008年3月から同年7月まで、東映チャンネルの「わくわく!!アニメタイム」枠にてニューマスター版で再放送された。
原作の展開や凄惨な描写が一部緩和・改変されているのが特徴（例として、機械類・一部外来語が話の展開に深く関わるものを除き登場しないなど）。
テレビ東京で再放送されていたこともある。

#### スタッフ
- 原作 - ゆでたまご
- 企画 - 嶋村一夫（読売広告社）
- プロデューサー - 高見義雄（東映動画）、木村京太郎（読売広告社）、武井英彦（日本テレビ）
- 音楽 - 奥慶一
- シリーズディレクター - 明比正行
- キャラクターデザイン - 山口泰弘
- 美術デザイン - 坂本信人
- プロデューサー補 - 伊藤響（日本テレビ）、中谷孝浩（東映動画）
- 製作担当 - 佐伯雅久
- 編集 - 清水慎治
- 録音 - 二宮健治
- 効果 - 今野康之
- 選曲 - 田中英行
- 記録 - 柴八千代、井出信一
- 美術進行 - 田村晴夫
- 制作 - 東映、読売広告社

#### 主題歌
オープニングテーマ - 「輝け!ラーメンマン」
エンディングテーマ - 「希望への旅」
2曲ともに、作詞 - さがらよしあき / 作曲 - 小川哲夫 / 編曲 - 奥慶一 / 歌 - 織田純一郎

#### 各話リスト
| 話数 | サブタイトル                                 | 脚本     | （絵コンテ） 演出       | 作画監督   | 美術       | 放送日         |
| ---- | -------------------------------------------- | -------- | ----------------------- | ---------- | ---------- | -------------- |
| 1    | 拉麵男（ラーメンマン）誕生!!の巻             | 山崎晴哉 | 明比正行                | 山口泰弘   | 坂本信人   | 1988年 1月10日 |
| 2    | 殺人拳!!毒手の巻                             | 山崎晴哉 | 山吉康夫                | 森利夫     | 中山恭子   | 1月17日        |
| 3    | 破られた闘龍極意書!の巻                      | 山崎晴哉 | 白土武                  | 大戸幸子   | 小林勝寿   | 1月24日        |
| 4    | 激突!!拉麵男VS叉焼男（チャーシューメン）の巻 | 山崎晴哉 | 久岡敬史                | 大河原晴男 | 猪田薫     | 1月31日        |
| 5    | 炎の超人拳列伝!!の巻                         | 山崎晴哉 | 川田武範                | 高橋英吉   | 多田喜久子 | 2月7日         |
| 6    | 激闘!!将棋七鬼衆の巻                         | 山崎晴哉 | 明比正行                | 山口泰弘   | 坂本信人   | 2月14日        |
| 7    | 熱波の死闘!!犬操（けんそう）の巻             | 寺田憲史 | 山吉康夫                | 森利夫     | 中山恭子   | 2月21日        |
| 8    | 復讐鬼!!玉王（ぎょくおう）の巻               | 山崎晴哉 | 白土武                  | 大戸幸子   | 多田喜久子 | 2月28日        |
| 9    | 必殺!!流星拳・砲岩（ホーガン）の巻           | 山崎晴哉 | 久岡敬史                | 大河原晴男 | 小林勝寿   | 3月6日         |
| 10   | 筋肉拳蛮暴露（バンボロ）の巻                 | 山崎晴哉 | 川田武範                | 高橋英吉   | 猪田薫     | 3月13日        |
| 11   | 恐怖の肉体競技場（コロシアム）の巻           | 寺田憲史 | 明比正行                | 山口泰弘   | 多田喜久子 | 3月20日        |
| 12   | 子供村の大決戦の巻                           | 寺田憲史 | 佐々木勝利              | 上村栄司   | 坂本信人   | 3月27日        |
| 13   | 頂上拳の三魔人の巻                           | 山崎晴哉 | 山吉康夫                | 森利夫     | 中山恭子   | 4月3日         |
| 14   | 猛虎拳VS白龍（びゃくりゅう）軍団の巻         | 山崎晴哉 | 白土武                  | 大戸幸子   | 小林勝寿   | 4月10日        |
| 15   | 最強!!十字拳黒龍（こくりゅう）の巻           | 山崎晴哉 | 久岡敬史                | 大河原晴男 | 多田喜久子 | 4月17日        |
| 16   | カラス拳法の巻                               | 寺田憲史 | 川田武範                | 高橋英吉   | 猪田薫     | 4月24日        |
| 17   | サソリ戦車の秘密の巻                         | 山崎晴哉 | 明比正行                | 山口泰弘   | 市谷正夫   | 5月1日         |
| 18   | 毒サソリを倒せ!!の巻                         | 山崎晴哉 | （菊池一仁） 佐々木勝利 | 上村栄司   | 中山恭子   | 5月8日         |
| 19   | 番傘拳三兄弟の巻                             | 寺田憲史 | 山吉康夫                | 多田康之   | 小林勝寿   | 5月15日        |
| 20   | モンゴルタイガーの巻                         | 山崎晴哉 | 白土武                  | 大戸幸子   | 猪田薫     | 5月22日        |
| 21   | 黄金のヌンチャクの巻                         | 山崎晴哉 | 久岡敬史                | 大河原晴男 | 市谷正夫   | 5月29日        |
| 22   | 玉王の奇跡の箱の巻                           | 山崎晴哉 | 川田武範                | 高橋英吉   | 中山恭子   | 6月5日         |
| 23   | 打倒!!奇跡の箱の巻                           | 山崎晴哉 | 明比正行                | 山口泰弘   | 坂本信人   | 6月12日        |
| 24   | 拉麵男の正体は!?の巻                         | 山崎晴哉 | 佐々木勝利              | 上村栄司   | 東條俊寿   | 6月19日        |
| 25   | クローン拳士29号の巻                         | 山崎晴哉 | 山吉康夫                | 多田康之   | 市谷正夫   | 6月26日        |
| 26   | 鋼鉄猛虎（もうこ）を破れの巻                 | 山崎忠昭 | 白土武                  | 大戸幸子   | 東條俊寿   | 7月3日         |
| 27   | 誕生!!拳聖五歌仙（けんせいごかせん）の巻     | 山崎晴哉 | 久岡敬史                | 大河原晴男 | 坂野文世   | 7月10日        |
| 28   | 生命の石争奪戦!!の巻                         | 山崎晴哉 | 川田武範                | 高橋英吉   | 坂本信人   | 7月17日        |
| 29   | 仮面の死角金剛（こんごう）!!の巻             | 山崎晴哉 | 明比正行                | 永木龍博   | 坂本信人   | 7月24日        |
| 30   | さらば七百年の愛の巻                         | 山崎晴哉 | 佐々木勝利              | 上村栄司   | 坂本信人   | 7月31日        |
| 31   | 第二武道殿の死闘の巻                         | 山崎晴哉 | 山吉康夫                | 多田康之   | 坂本信人   | 8月7日         |
| 32   | 戦慄のロボ剣神（ケンシン）!!の巻             | 山崎晴哉 | 白土武                  | 大戸幸子   | 小林勝寿   | 8月14日        |
| 33   | 拳聖五歌仙大勝利の巻                         | 山崎晴哉 | 久岡敬史                | 大河原晴男 | 中山恭子   | 8月21日        |
| 34   | 超人拉麵男への道の巻                         | 山崎晴哉 | 明比正行                | 山口泰弘   | 坂本信人   | 9月4日         |
| 35   | 春夏秋冬・修行旅の巻                         | 山崎晴哉 | 明比正行                | 山口泰弘   | 坂本信人   | 9月11日        |

#### 放送局
※放送系列は放送当時、放送日時は個別に出典が提示してあるものを除き、1988年2月中旬 - 3月上旬時点のものとする。
| 放送対象地域   | 放送局         | 放送日時           | 放送系列                                     | 備考                              |
| -------------- | -------------- | ------------------ | -------------------------------------------- | --------------------------------- |
| 関東広域圏     | 日本テレビ     | 日曜 10:30 - 11:00 | 日本テレビ系列                               | 制作局                            |
| 宮城県         | ミヤギテレビ   | 日曜 10:30 - 11:00 | 日本テレビ系列                               |                                   |
| 福島県         | 福島中央テレビ | 日曜 10:30 - 11:00 | 日本テレビ系列                               |                                   |
| 新潟県         | テレビ新潟     | 日曜 10:30 - 11:00 | 日本テレビ系列                               |                                   |
| 静岡県         | 静岡第一テレビ | 日曜 10:30 - 11:00 | 日本テレビ系列                               |                                   |
| 近畿広域圏     | 読売テレビ     | 日曜 10:30 - 11:00 | 日本テレビ系列                               |                                   |
| 広島県         | 広島テレビ     | 日曜 10:30 - 11:00 | 日本テレビ系列                               |                                   |
| 香川県・岡山県 | 西日本放送     | 日曜 10:30 - 11:00 | 日本テレビ系列                               |                                   |
| 福岡県         | 福岡放送       | 日曜 10:30 - 11:00 | 日本テレビ系列                               |                                   |
| 熊本県         | 熊本県民テレビ | 日曜 10:30 - 11:00 | 日本テレビ系列                               |                                   |
| 北海道         | 札幌テレビ     | 日曜 8:30 - 9:00   | 日本テレビ系列                               |                                   |
| 岩手県         | テレビ岩手     | 日曜 8:30 - 9:00   | 日本テレビ系列                               |                                   |
| 秋田県         | 秋田放送       | 金曜 17:00 - 17:30 | 日本テレビ系列                               |                                   |
| 山形県         | 山形放送       | 水曜 17:00 - 17:30 | 日本テレビ系列 テレビ朝日系列                |                                   |
| 長野県         | テレビ信州     | 火曜 17:00 - 17:30 | 日本テレビ系列 テレビ朝日系列                |                                   |
| 福井県         | 福井放送       | 金曜 17:00 - 17:30 | 日本テレビ系列                               |                                   |
| 長崎県         | テレビ長崎     | 月曜 16:30 - 17:00 | フジテレビ系列 日本テレビ系列                |                                   |
| 大分県         | テレビ大分     | 火曜 17:00 - 17:30 | フジテレビ系列 日本テレビ系列 テレビ朝日系列 |                                   |
| 鹿児島県       | 鹿児島テレビ   | 水曜 16:30 - 17:00 | フジテレビ系列 日本テレビ系列                | 1988年4月13日から12月28日まで放送 |

| 日本テレビ 日曜10:30 - 11:00 | 日本テレビ 日曜10:30 - 11:00 | 日本テレビ 日曜10:30 - 11:00 |
| 前番組                       | 番組名                       | 次番組                       |
| ---------------------------- | ---------------------------- | ---------------------------- |
| 赤い光弾ジリオン 激闘編      | 闘将!!拉麵男                 | 電脳警察サイバーコップ       |

### 劇場版アニメ
1988年7月9日より、東映まんがまつりで上映された。原作の黒色魔王編が題材とされている。同時上映作は『ビックリマン 無縁ゾーンの秘法』、『ドラゴンボール 摩訶不思議大冒険』、『仮面ライダーBLACK 恐怖!悪魔峠の怪人館』。

#### 声の出演
- ラーメンマン - 森功至
- シューマイ - 松島みのり
- キョンピー - 田の中勇
- 陳老師 - 永井一郎
- マーボ - 杉山佳寿子
- ラーニャ - 山本百合子
- タケノコ - 富沢美智恵
- ピータン - 大塚芳忠
- レイラ - 鶴ひろみ
- ガダム - 屋良有作
- バンボロ - 若本規夫
- ホーガン - 山口健
- 皇帝 - 江森浩子
- チャーシューメン - 土師孝也
- トウキ - 戸谷公次
- ソウキ - 堀之紀
- 黒色魔王 - 小林清志

#### スタッフ（劇場版）
- 製作総指揮 - 今田智憲
- 企画 - 高見義雄、中谷孝浩
- 原作 - ゆでたまご（月刊フレッシュジャンプ連載）
- 脚本 - 山崎晴哉
- 音楽 - 奥慶一
- キャラクターデザイン、作画監督 - 山口泰弘
- 美術監督 - 坂本信人
- 製作担当 - 佐伯雅久
- 監督 - 明比正行

### 映像ソフト
過去劇場版が1988年12月23日にVHSビデオ化されたのみだったが、2009年3月21日に「闘将!!拉麵男 コンプリートDVD」が発売され劇場版を含め全話としては初のソフト化となった。それに先駆けて、2008年11月4日発売のDVD「キン肉マンベストバウトDVDII」にて本作の第1話が先行収録された。

## コンピュータゲーム
タイトルは『闘将!!拉麵男 炸裂超人一〇二芸』（たたかえ ラーメンマン さくれつちょうじんひゃくにげい）。ファミリーコンピュータ用アドベンチャーゲームとして、1988年8月10日にバンダイより発売された。
ゲーム内容は、七達人への復讐のために地禁門から逃げ出した三悪人の金龍・白龍・黒龍を倒すべく、プレイヤーはラーメンマンを操作して七達人の奥義七芸と頂上拳を習得していく、というもの。
画面に矢印アイコンが表示され、それをクリックするとラーメンマンがその場所へ動き、調べたりする。なおアクションロールプレイングゲームの要素もあり、敵を倒していくことで経験値が貯まりレベルアップする。戦闘シーンは格闘ゲーム風になっており、相手の体力ゲージをゼロにしたら勝ちとなる。コンティニューにはひらがな入力のパスワードを用いる。

### ゲームの登場キャラクター
原作と登場の順番や設定が異なっている。
ざーさい（搾菜）
万病洞のボス。石の鏡というアイテムを持っている。こちらのレベルが低いとすぐにやられる。
がんだむ（蛾蛇虫）
洛陽村のボス。万病洞の霊水を浴びていない状態で毒手を喰らうと戦闘に勝利しても体力がなくなるまで減り続ける。
ふき（歩鬼）
玉王の手下。能力は低め。
けいき（桂鬼）
玉王の手下。歩鬼よりも能力は高い。
ぎょくおー（玉王）
拉娘を捕らえていた。レベルが高い上に能力は高く、なかなかダメージを与えられない。
らーにゃ（拉娘）
ラーメンマンの妹。玉王を倒すと登場するのみにとどまる。
ほーがん（砲岩）
散弾流星脚を必殺技に使う。
じゃっきー りー（ジャッキー・李）
原作では敵ではない。技を覚えるのに対戦することになる。
きんりゅう（金龍）
金獅子党のボス。他のボスよりも体格が大きい。
ちゃーしゅーめん（叉焼男）
数珠というアイテムを持っている。
むんた（ムンタ）
白龍の手下。ラーメンマンにアドバイスを与える
びゃくりゅう（白龍）
断頭瓶を武器に使う。
大僧侶
黒龍に殺されていた。
こくりゅう（黒龍）
大僧侶に化けてラーメンマンに双星猛虎拳を授ける。天の呪文を着用しないと倒せない。

#### 超人拳法七達人
ゲームオリジナルキャラクター。陳老師の友人たち。超人一〇二芸を体得した者が次にマスターすべき技「奥義七芸」の使い手たちで、それぞれが奥義の開祖ともいえる存在。三悪人に命を狙われている。奥義七芸のそれぞれの技は原作では超人一〇二芸に含まれているが、本作では七達人が持つ拳法書を入手することで初めて会得できる。
風天老師（ふうてんろうし）
回転龍尾脚の伝承者。鬼首村に住んでいたが、金龍に殺される。死に際に拳法書を村の男に託す。
水天老師（すいてんろうし）
百戦百勝脚の伝承者。金龍に襲われたがかろうじて逃げ延び、かくれ修行寺に身を隠す。医術の心得があり、ラーメンマンを回復させる。
月天老師（げってんろうし）
百歩神拳の伝承者。ジャッキー・李の師匠。金獅子党に殺され、拳法書は李が受け継ぐ。
光天老師（こうてんろうし）
打穴三点くずしの伝承者。金龍に殺されており、拳法書は金龍の手下が入手する。
地天老師（ちてんろうし）
飛燕旋風脚の伝承者。白龍に殺されており、拳法書は川に投げ込まれていた。
星天老師（せいてんろうし）
烈火太陽脚の伝承者。病気を患っている記憶喪失の男。かつて歌栄村で拉娘と住んでいたが、ある日白龍に襲われ、白龍と闘ってその隙に拉娘を逃がしたが、拉娘は白龍にさらわれる。
火天老師（かてんろうし）
命奪崩壊拳の伝承者。彼が陳老師の修行寺を訪れ、ラーメンマンと陳老師に三悪人の悪事を伝えるところから本作の物語が始まる。ラーメンマンに黒龍の封印十字拳を防ぐ天の呪文を授ける。
実は本作の黒幕。中国支配の野望を持ち、古代中国に存在した幻の「神殺鬼砕拳」のうち悪の「神殺拳」の復活を企む。復活に必要な3人分の悪の武闘家の血を手に入れるために地禁門の三悪人を逃がし、邪魔な六達人と少林寺の者たちを殺させた後、ラーメンマンに敗れた三悪人の血を集めて神殺拳の力を手に入れる。しかし、神殺拳と同時に復活した「神殺鬼砕拳」のうち正義の「鬼砕拳」を会得したラーメンマンに敗れる。

### 関連書籍
- ジャンプ コミックス セレクション 闘将!!拉麵男 炸裂超人一〇二芸 - 集英社（フレッシュジャンプ編集部・編）、1988年9月4日、ISBN 4-8342-1070-7

## 関連書籍
- キン肉マン 闘将!!拉麵男 超人大名鑑 - 1985年 / 集英社
- キン肉マン 超人大全集 - 2004年 / 集英社 / ISBN 4797610034